# Indumentaria en la Antigua Grecia

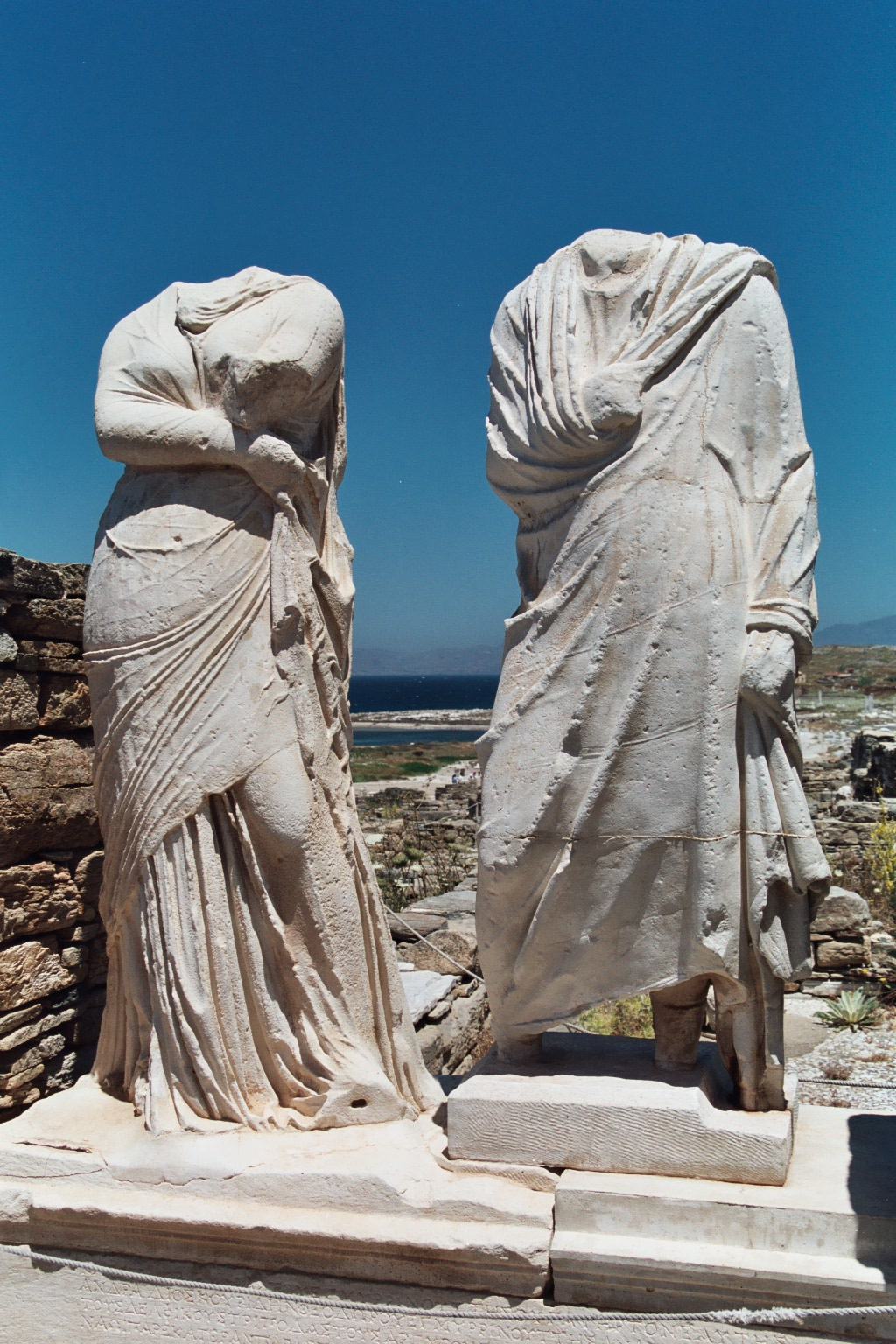
Estatuas en la Casa de Cleopatra en Delos (Grecia). Hombre y mujer vistiendo un himatión.

La indumentaria en la Antigua Grecia era generalmente de carácter muy simple, a menudo consistente en un solo rectángulo de tela, no cosida, sino envuelta alrededor del cuerpo, con estilos casi idénticos tanto en la vestimenta masculina como en la femenina. La única prenda que era exclusiva de las mujeres era el peplo. Esta moda se mantuvo prácticamente inalterada a lo largo de los años, solo cambiaban los tejidos y materiales utilizados y la forma en que se usaban, según la cual era posible distinguir las diferentes clases sociales del usuario. La vestimenta se basaba principalmente en la necesidad, la función, los materiales y la protección más que en la identidad. Por lo tanto, la ropa era bastante simple, drapeada, suelta y de libre circulación.
Toda la ropa de la antigua Grecia estaba hecha de fibras naturales. El lino era el tejido más común debido al clima cálido que duraba la mayor parte del año. En las raras ocasiones en que el clima era más frío, los antiguos griegos usaban lana. La ropa común de la época era blanca, o de color neutro, a veces incorporando bordes decorativos. Hay evidencia de un diseño elaborado y colores brillantes, pero estos eran menos comunes entre los ciudadanos de clase baja. Sin embargo, los ciudadanos nobles usaban colores brillantes para expresar su riqueza, ya que la ropa teñida era más cara.
Los griegos tenían un gran aprecio por el cuerpo humano, y lo mostraban a su manera. La tela se envolvía expertamente alrededor del cuerpo, y la tela podía ser ligeramente transparente. Los hombres no tenían problemas con la desnudez, mientras que las mujeres solo podían estar desnudas en los baños públicos.
La indumentaria de los antiguos griegos ha influido con bastante frecuencia en la moda moderna, especialmente en el mundo globalizado de hoy. Grandes marcas modernas como Zuhair Murad, Dolce y Gabbana, Gucci, Chanel y Versace han tomado elementos de la ropa griega para sus colecciones de prêt-à-porter y alta costura. Más notablemente, Gianni Versace usó la inspiración y los motivos de la Antigua Grecia en su colección. De hecho, toda su marca se basa en la cultura griega. El logo de Versace es la cabeza de la mitológica Medusa rodeada por el tradicional patrón de meandro que simboliza la eternidad. También hizo una colección inspirada en los templos y ruinas griegas. Además, la famosa casa de moda Chanel dedicó toda su colección Resort 2018 a la antigua Grecia con referencias a ropa antigua, dioses y diosas, arquitectura y cultura. Además de utilizar siluetas griegas y estilos de ropa, Chanel escenificó el espectáculo en antiguas ruinas griegas, proporcionando una experiencia teatral y refinada para su público. El director creativo de Chanel, Karl Lagerfeld, es citado por el editor de Vogue, Luke Leitch: «Los criterios de belleza en la Grecia antigua y clásica siguen siendo válidos. Nunca ha habido representaciones más hermosas de mujeres. O una columna más bonita. El Renacimiento, de hecho, se basó en la antigüedad».
Los hombres y mujeres de la antigua Grecia antigua usaban generalmente dos piezas de ropa que cubrían el cuerpo: una prenda interior (quitón o peplo) y una prenda exterior (himatión o clámide).
- El quitón, era una túnica, por lo común sin mangas que llegaba hasta el codo y se ceñía a la cintura:
- El himatión, consistía en una especie de manto rectangular que se echaba sobre el hombro izquierdo y se recogía por el lado opuesto, dejando ordinariamente libre en sus movimientos el brazo de esta parte; y cuando se iba de viaje o a la guerra se cambiaba el himatión por la clámide, capa rectangular en tres de sus lados y algo circular en la parte que rodeaba el cuello, más corta que el manto y que se abrochaba con fíbula sobre el hombro derecho.

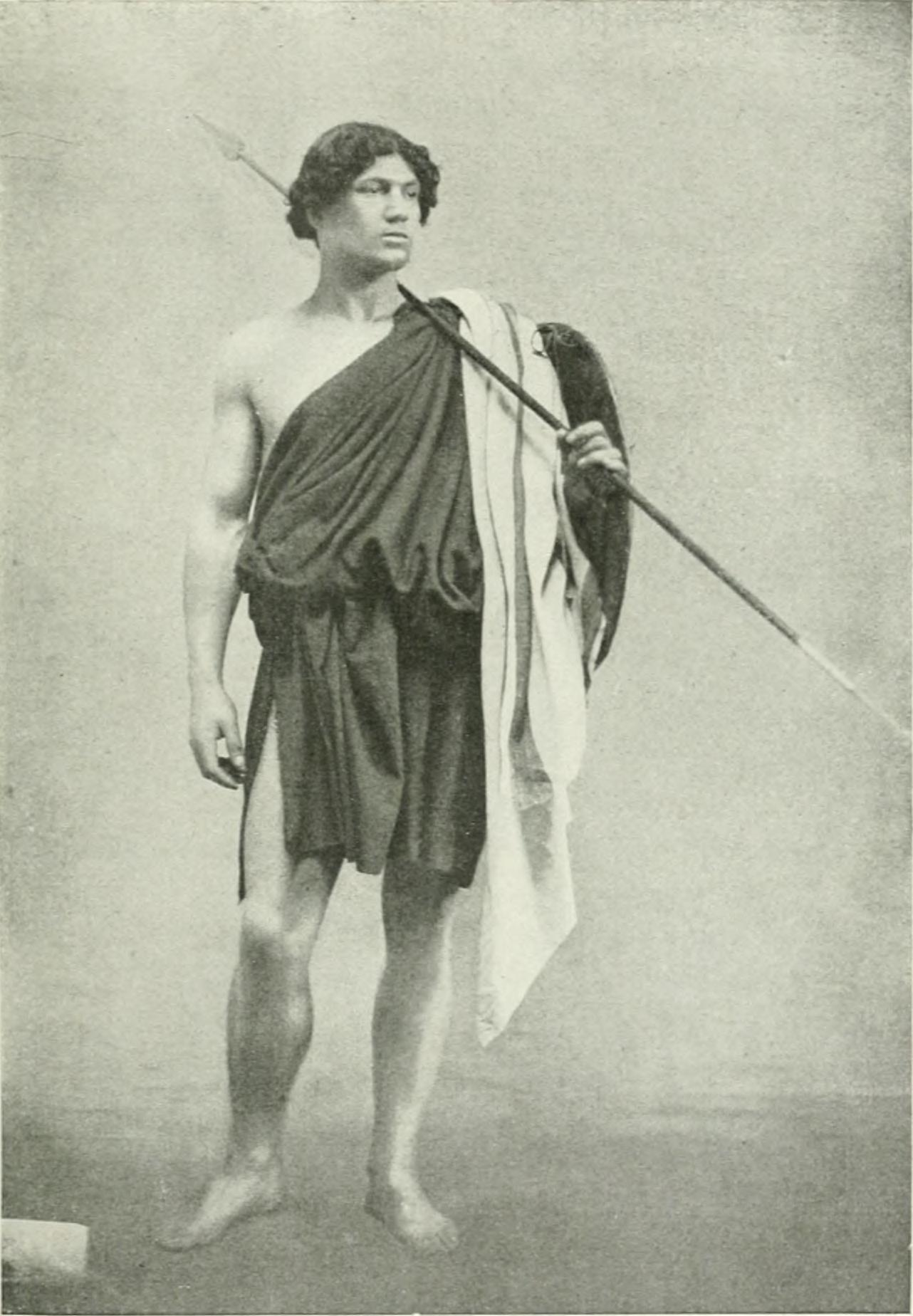
Recreación de un soldado griego vistiendo un exomis. Se aprecian los pliegues huecos (colpos) sobre la cintura.

La túnica o quitón sufrió muchas variaciones siendo una de ellas el exomis, propio de obreros o esclavos que dejaba al descubierto el hombro derecho con todo el brazo. Asimismo, la túnica larga, propia de nobles, de filósofos y de mujeres y el diplois o doble quitón, formado por una túnica larguísima que se redoblaba hacia la cintura.
Dichas piezas se hacían de lino, de lana o de biso y más adelante de seda, con pocos cortes y costuras, y se sujetaba con broches o fíbulas, y un cinturón o una faja. Se adornaban con franjas a modo de galones y con otros bordados, siempre con sobriedad y buen gusto, dando preferencia a los colores blanco y verde.
En general, las prendas se podían intercambiar entre hombres y mujeres. Aunque no han sobrevivido prendas de este periodo, existen descripciones de testigos contemporáneos y en representaciones artísticas. Habitualmente, solían confeccionarse en casa, y las telas rectangulares, de lino o lana, eran cortadas en varias longitudes.

## Tipo de prendas
Las dos principales clases de prendas eran el endimata (ὲνδυματα), que se ponía sobre una «camisa», y el epiblemata (ὲπιβλῄματα), parecido a una capa o manto, echado de manera holgada sobre el cuerpo desnudo o encima del endimata. Hermann Weiß, señala a qué se debe el carácter original de la indumentaria, que consiste en que las dos partes mencionadas permanecieran esencialmente iguales. Los cambios posteriores se aplicaron solo a la moda en el uso de estas y a sus cualidades materiales y ornamentales.

### Endimata y epiblamata
Literalmente significa la «ropa que se lleva debajo», es decir, directamente sobre el cuerpo. El quitón era un endimata, que podía llevarse debajo del epiblemata. Otras prendas como el peplo podían llevarse solas.
Los epiblemata y los endimata difieren principalmente en su estructura: mientras que los endimata son generalmente prendas preconfeccionadas que se cuelgan de los hombros, los epiblemata son meros trozos de tela envueltos alrededor del cuerpo (aunque pueden sujetarse con prendedores de ropa). Al ser simples piezas de tela, no está claro cómo se distinguieron los diferentes tipos de epiblemata; puede que fuese la calidad de la tela o la forma de cubrir la prenda. Al igual que con los endimata, los epiblemata cambiaban con el tiempo y según el sexo del usuario. La característica más distintiva de los epiblemata es que, al ser prendas drapeadas, ofrecían un mayor grado de variación que las prendas preconfeccionadas. Además, como eran la capa más externa del vestido, los epiblemata tenían un mayor potencial para la comunicación personal y la exhibición.

### Spárgana
Aunque las representaciones de bebés suelen ser desnudos, mostrando su sexo, en Atenas y en otras polis, excepto Esparta, a los niños de pecho se les envolvía con una prendas llamadas spárgana (σπάργανα), una suerte de fajas. Según Platón, a los niños se los envolvía en pañales para ayudar a que sus extremidades se desarrollasen adecuadamente. Se ha sugerido que la spárgana también serviría como pañales. En el Ion de Eurípides, Creúsa, reconoce a su hijo Ion, ya adulto, al que había abandonado años antes por los tejidos que le había hecho y puesto en su canastilla de recién nacido, como una tela con una Gorgona con sus serpientes bordada en el centro. Es posible que los spárgana formaran parte del ajuar de la novia, que incluía tejidos de varios tipos que representaban el trabajo de varios años.

### Quitón

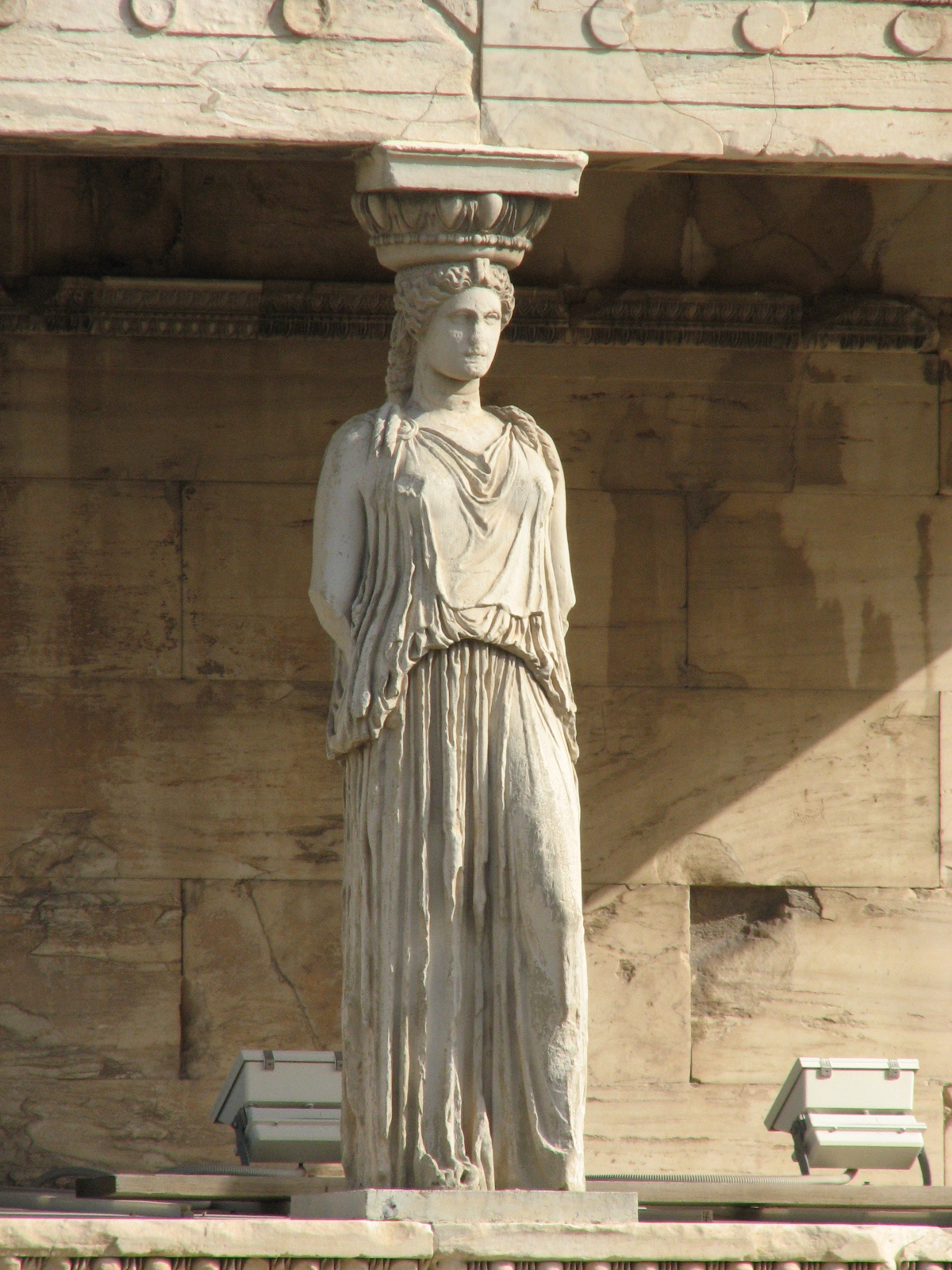
Cariátide con quitón con apotigma.

El quitón (en griego antiguo: χιτών, romanizado: chitōn) era la prenda de vestir comúnmente usada en la antigua Grecia, una túnica de tela ligera cerrada por una costura. Se diferenciaba del peplo en que estaba cerrado en los hombros por una fíbula o un broche.
Era una simple prenda de túnica de lino más ligera y generalmente plisada que era usada por ambos sexos y por todas las edades. Consistía en un cilindro ancho y rectangular de tela asegurado a lo largo de los hombros y la parte superior de los brazos por una serie de cierres. Los quitones caían típicamente a los tobillos del portador, pero a veces se usaban quitones más cortos durante las actividades vigorosas de los atletas, los guerreros o los esclavos.
A menudo el exceso de tela se colocaba sobre una faja o cinturón llamado zone (ζώνη), que se sujetaba alrededor de la cintura[3] Para repartir el volumen a veces se llevaba un cinturón, o se llevaba un cordón alrededor del cuello, debajo de las axilas, cruzado en la espalda y atado en la parte delantera.

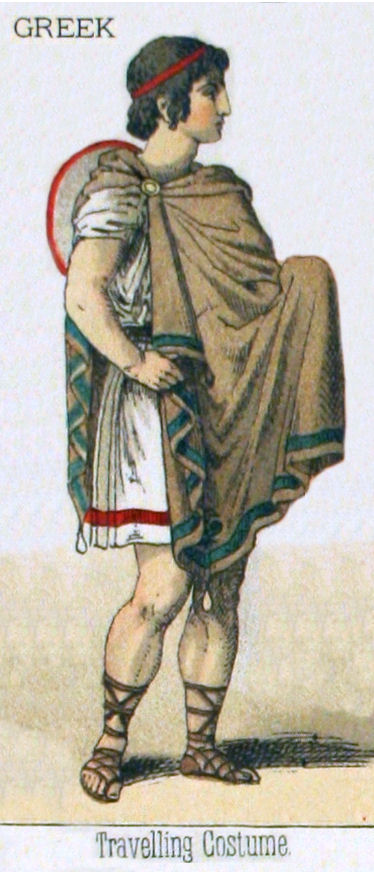
Traje de viaje griego, que incorpora un quitón, una clámide, sandalias, y un pétaso, sombrero que cuelga en la parte de atrás.

Los dorios y los jonios, dos de las poblaciones de la antigua Grecia, lo concibieron de forma diferente. dos tipos de quitones -dórico y jónico-, llamados así por sus similitudes con las columnas dóricas y jónicas. El quitón dórico era más corto, más simple y sin mangas, ya que la tecnología de las mangas aún no se había creado realmente. Consistía en un solo rectángulo de tela de lana o lino. Al igual que en la cariátide de la derecha, el quitón dórico tiene un pliegue en la parte superior o apoptigma. Se podía colocar simplemente sobre el cuerpo o llevar con una superposición parcial en los hombros, siendo esta la disposición más común para las mujeres. Se podía cerrar con costuras laterales, fíbulas o broches para formar un drapeado.
El quitón jónico requería una pieza mucho más larga de tela de lino o lana, y se mantenía unido mediante costuras o se sujetaba con pequeños alfileres por todo el cuerpo. En la cintura, el exceso de tela se detuvo con el zoster (ζωστήρ), un cinturón que determinaba un drapeado que también podía originar dos grandes mangas abocinadas; más tarde se colocó otra cinta delgada y elegante, a la vista, debajo del pecho. Podía apoyarse en ambos hombros o sólo en el izquierdo, dejando así libre al derecho, una solución preferida por los que realizaban tareas manuales. A diferencia del dórico, no tenía un apoptigma, y era un rectángulo de tela lo suficientemente largo como para que cuando se plegaba por la mitad se completara toda su envergadura. Antes de que existieran los patrones de mangas con forma, los griegos los sujetaban con fíbulas al final de ambos brazos para unir los bordes de la parte superior delantera y trasera de la tela. El quitón jónico también tenía un cinturón en la cintura. El dórico se hacía generalmente de lino y el jónico de lana.
El quitón con mangas que llegaba hasta las muñecas fue ideado por los griegos minorasiáticos.
Quitón doble

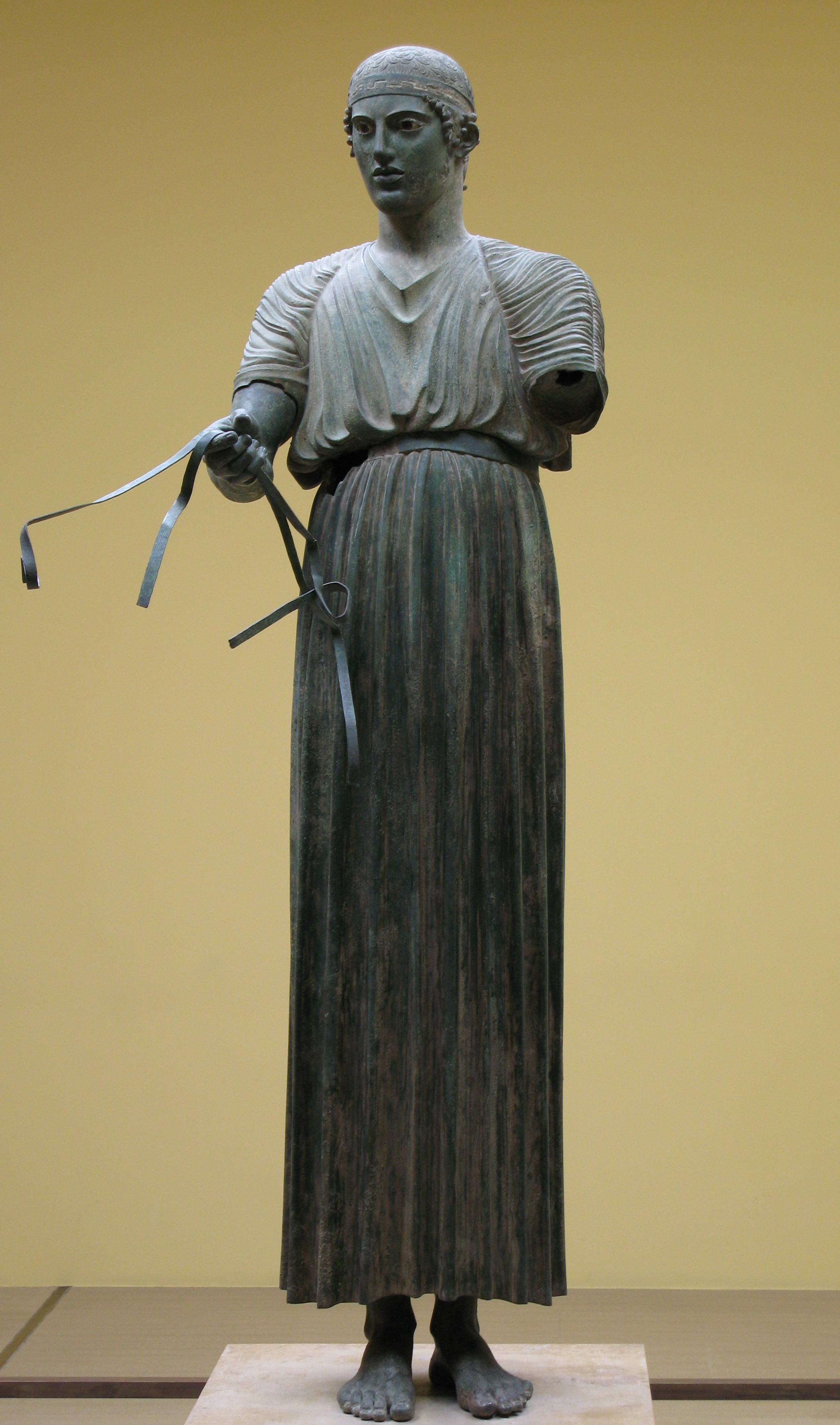
El auriga de Delfos, vestido con un quitón largo (quitón jónico).

El quitón doble fue un desarrollo del quitón. Era una pieza de tela rectangular, muy larga, entrelazada, abierta en un lado. Medía aproximadamente una vez y media la longitud del cuerpo. La parte de la tela que sobresalía estaba plegada alrededor del pecho y de la espalda, desde el cuello hacia abajo. El borde superior se colocaba alrededor del cuello y las dos esquinas abiertas se abrochaban juntas sobre un hombro. Sobre el otro hombro, el borde superior del quitón también se sujetaba con un broche y el brazo se metía por la abertura izquierda entre este broche y la correspondiente esquina de tela.
Quitón medio abierto
Del mismo modo se colocaba el quitón medio abierto, cuyo lado abierto estaba cosido desde el cinturón hasta el dobladillo más bajo.
Quitón doble cerrado
Esta variedad de quitón llegaba hasta los pies. Era una pieza de tela bastante más larga que el cuerpo humano y estaba cerrada por ambos lados. Había que meterse dentro como si se hiciese en un cilindro. La parte sobresaliente de tela se volvía hacia el exterior y el borde plegado se subía hasta los hombros, cruzando (primero al lado derecho y luego al izquierdo) las partes delantera y trasera y se sujetaban por medio de broches. Los brazos se sacaban por estas dos aberturas. En torno a las caderas el quitón se sujetaba con un cinturón, con el cual se tiraba de la parte más baja de la tela que arrastraba en el suelo, lo suficiente para permitir dejar la descubierto los dedos de los pies. El quitón se colocaba en pliegues sobre el cinturón, más cortos o más largos. Muy probablemente la parte del quitón que sobresalía, la cual también podía ser una prenda independiente se llamaba diplois (διπλοἷς) o diploïdion (διπλοἷδιον). Los principales cambios en la moda afectaron a la colocación del diploïdion, que o bien llegaba hasta debajo del pecho o se prolongaba hasta las caderas. Las partes delantera y trasera podían abrocharse juntas cruzando los hombros o se podían cruzar los bordes en varios sitios mediante fíbulas o broches; de esa forma el brazo desnudo se hacía visible a intervalos, y por tanto el quitón sin mangas daba la impresión de tenerlas. Donde el diploïdion se separaba del quitón formaba una especie de capa que, sin embargo, por su forma se parecía al diploïdion propiamente dicho. A esta capa se la llamó probablemente ampechonion (ὰμπεχονιον). Su forma se modificó considerablemente con la moda, tomando algunas veces la forma de una especie de chaqueta ajustada; en otras (cuando los lados se quedaban abiertos) la de una especie de chal, cuyos extremos tenían la misma longitud que el propio quitón. en el segundo caso el ampechonion era al menos tres veces más largo que ancho.
Quitonisco
A veces los hombres griegos usaban una versión corta llamada quitoniscos (χιτωνίσκος). En los vasos cerámicos los hombres se representaban con quitonisco cuando se dedican a actividades agrícolas y a la caza, o la llevaban bajo la armadura en las batallas. Encima de los quitoniscos también se podía llevar un quitón normal en versión larga.

### Peplo

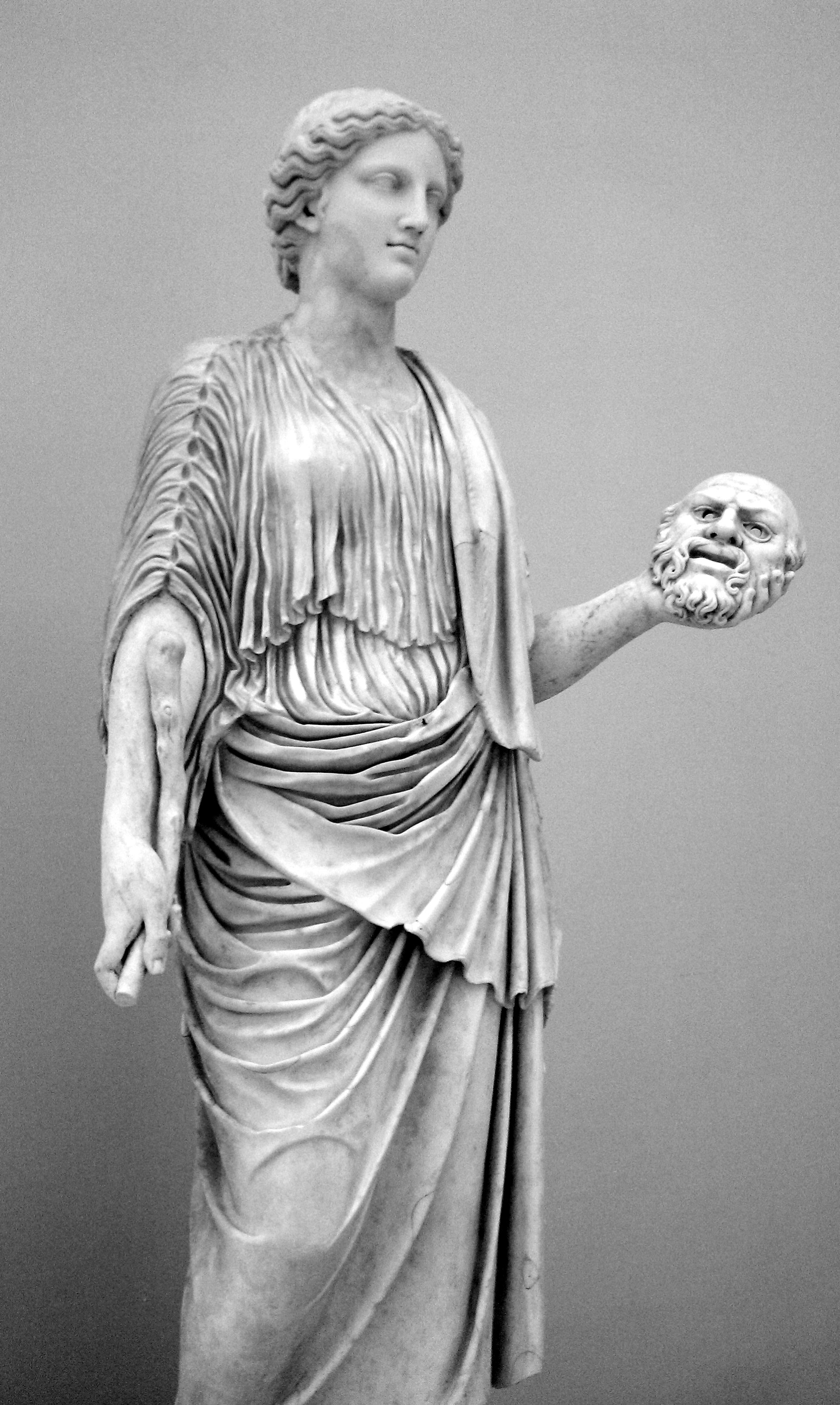
Copia romana del original griego. Obsérvese la densa serie de fíbulas que cierran el peplo en el hombro y descienden sobre el brazo.

Predecesor del himatión, el peplo (πέπλος) era una pieza cuadrada de tela que las mujeres llevaban originariamente sobre el quitón. El tercio superior de la tela estaba doblado y sujeto a ambos hombros, dejando la tela abierta hacia abajo por un lado. Esta parte superior del peplo, que se doblada hacia abajo hasta la cintura, forma un apoptigma. A veces los peplos se usaban solos como una forma alternativa de quitón. Como con el quitón, a menudo se usaba una faja o cinturón para sujetar los pliegues a la cintura.

### Himatión

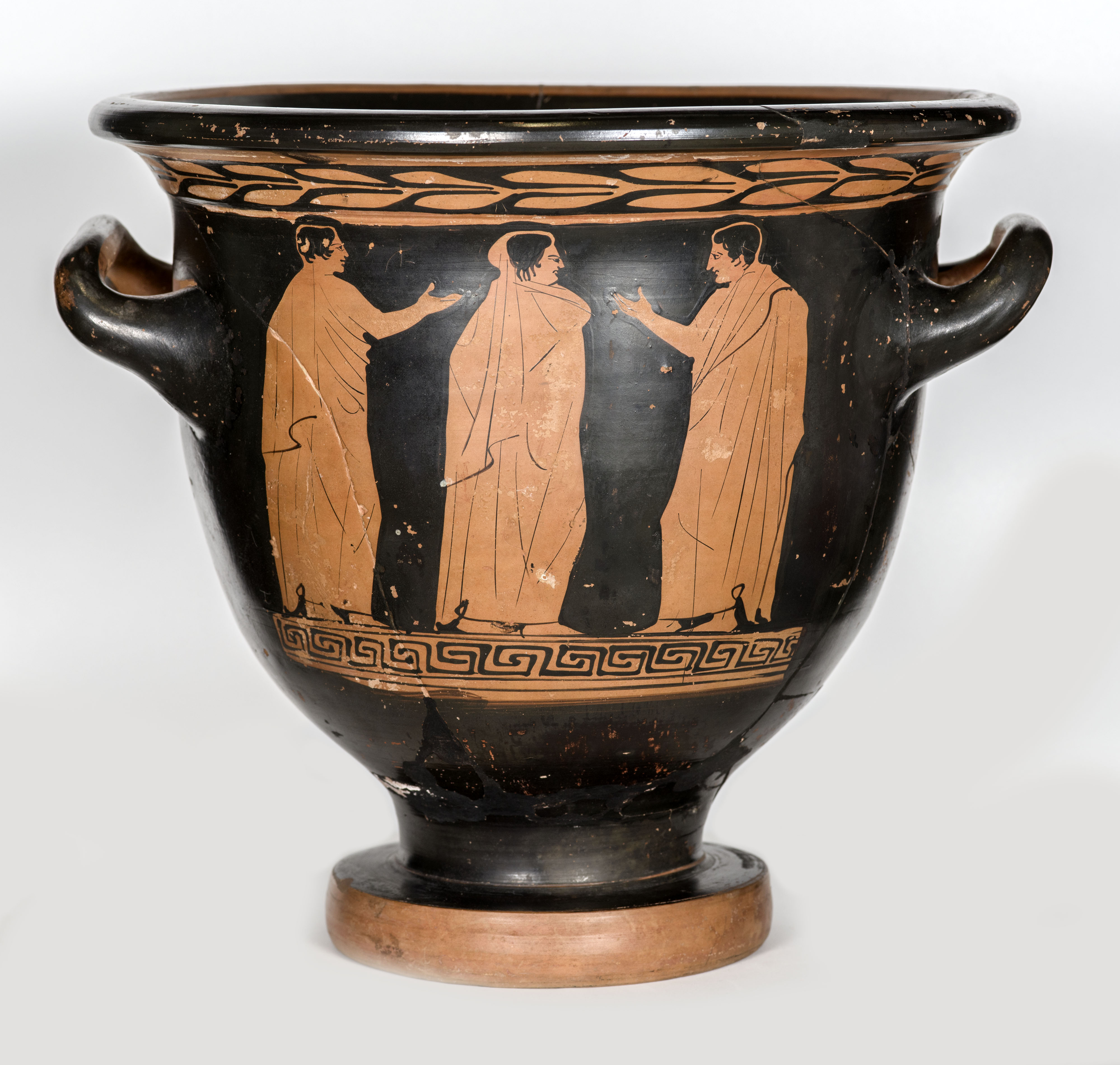
Tres jóvenes con himation en la palestra. 440 a. C. Museo Arqueológico Nacional de España..

El himatión (ἱμάτιον) era una simple prenda exterior que se llevaba sobre el peplo o quitón. Consistía en una tela rectangular pesada. para colocarlo se cubrían primero la espalda y los hombros dejando que cayeran por delante las dos puntas que formaban los dos ángulos inferiores del rectángulo de tela. El brazo extendido permitía que los pliegues pasaran por debajo del brazo izquierdo y se sujetaba, doblado ya, en el hombro derecho, desde donde caían los pliegues en punta por la espalda. Podía también recogerse le pliegue del himation hasta la barbilla o hacerlo pasara por la cabeza a modo de capucha. Los oradores atenienses del siglo IV a. C. hablaban en la tribuna con los pliegues pasados bajo la axila derecha y subiendo la tela después a través del pecho como una bufanda hasta el hombro izquierdo, lo que permitía tener el brazo derecho totalmente libre.
El himatión podía echarse sobre la cabeza para cubrir al portador cuando eran vencido por la emoción o la vergüenza.
En climas fríos se utilizaba himationes más voluminosos.

### Clámide
La clámide (χλαμΰς) era una pieza cuadrada o rectangular, sin costuras, echada sobre el hombro izquierdo. Los extremos abiertos se cruzaban hacia el hombro derecho y se sujetaban con una fíbula. Las esquinas que colgaban se mantenían rectas, como en el himatión, por medio de pesas cosidas a ellas. Al ser muy abierta y flotante no cubría el cuerpo como el himatión y no evitaba llevar túnica.
Su uso estaba extendido entre los viajeros, los soldados y los efebos. Los soldados, sobre todo los de caballería, llevaban una clámide corta, de paño más rígido y grueso, prendida sobre el hombro con una hebilla.

### Tribón
El Tribón (τρίβων) o Tribónion (τρίβωνιον) era una variante del himatión, más sencillo y sin adornos. De forma también rectangular, se colocaba echando una esquina sobre el hombro izquierdo por la parte delantera y lo sujetaba al cuerpo el brazo izquierdo. En la parte de atrás se tiraba de la prenda hacia el lado derecho hasta cubrir completamente la parte superior del hombro derecho o, al menos, hasta la axila, en cuyo caso el hombro derecho quedaba al descubierto. Finalmente se echaba de nuevo sobre el hombro izquierdo para que los extremos cayeran sobre la espalda.
Vestían el tribón la gente humilde por economía, o los filósofos cínicos por desprecio a las comodidades. Abrigo de uso diario, a menudo muy gastado, hecho de lana áspera similar al sayal y de color marrón rojizo, muchos griegos como Sócrates no tenían otra ropa. Un edicto ateniense prohibió presentarse vestido con esta prenda en lugares públicos, sobre todo en el teatro griego, debido a que las pulgas y las chinches se confundían con el color del tribón que los transportaban.

## Ropa interior

### Sujetadores

Sirviente dando un strofion a su ama.

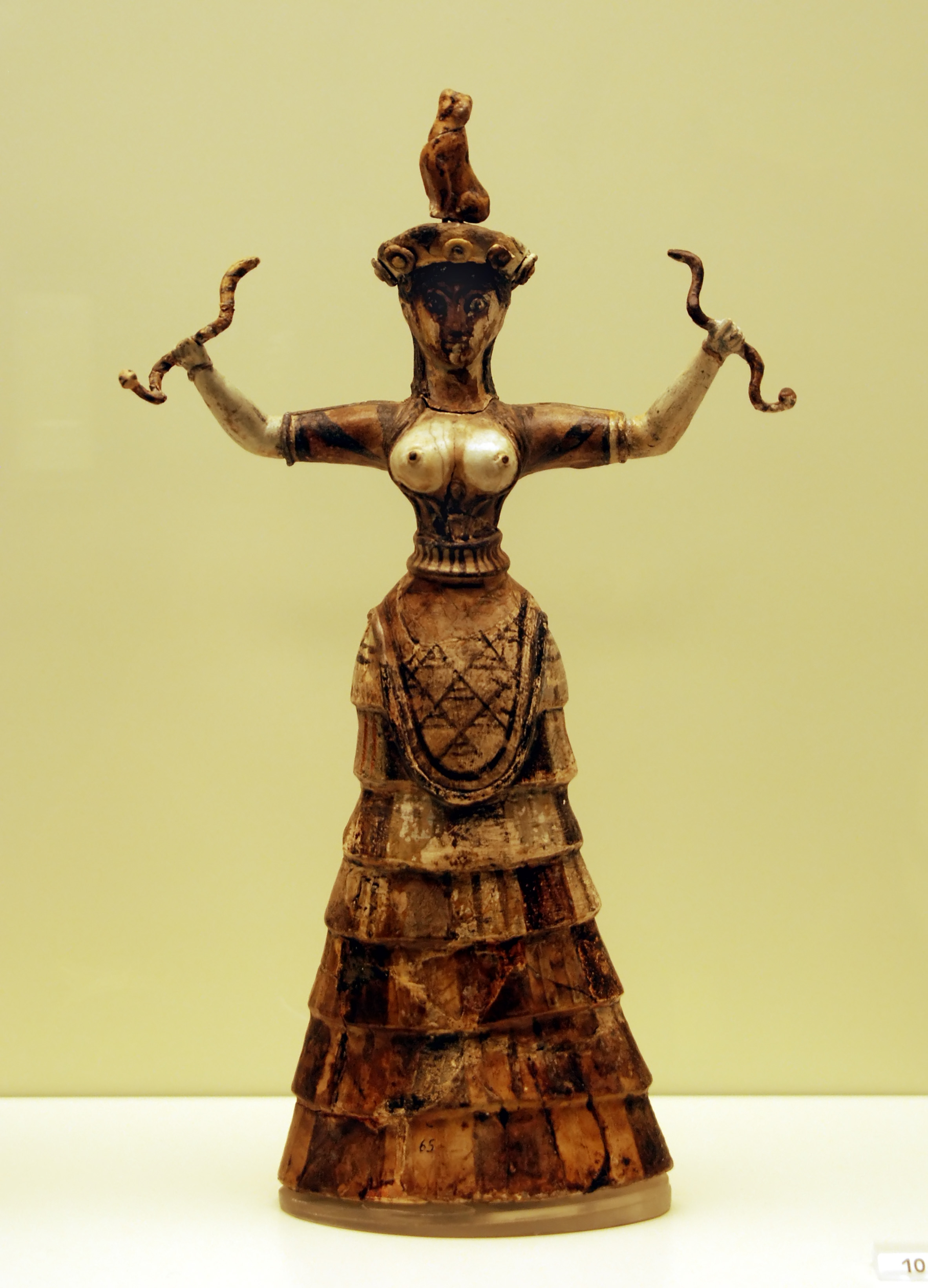
Figurilla de la diosa serpiente de la antigua Creta, con los pechos apoyados en una prenda de vestir parecida a un corsé.

Las mujeres minoicas de la isla de Creta usaban prendas que sujetaban parcialmente y también revelaban sus pechos; el ejemplo más conocido de este estilo es la Diosa de las serpientes. Su ropa se parecía un poco a un corsé de encaje moderno o a un corselete. El dispositivo de sostén se llevaba fuera de la ropa y sostenía y exponía los senos, empujándolos hacia arriba y haciéndolos más visibles. La siguiente civilización, la micénica, enfatizó el seno, que tenía un significado cultural y religioso especial, asociando la figura madura con la fertilidad y la procreación.

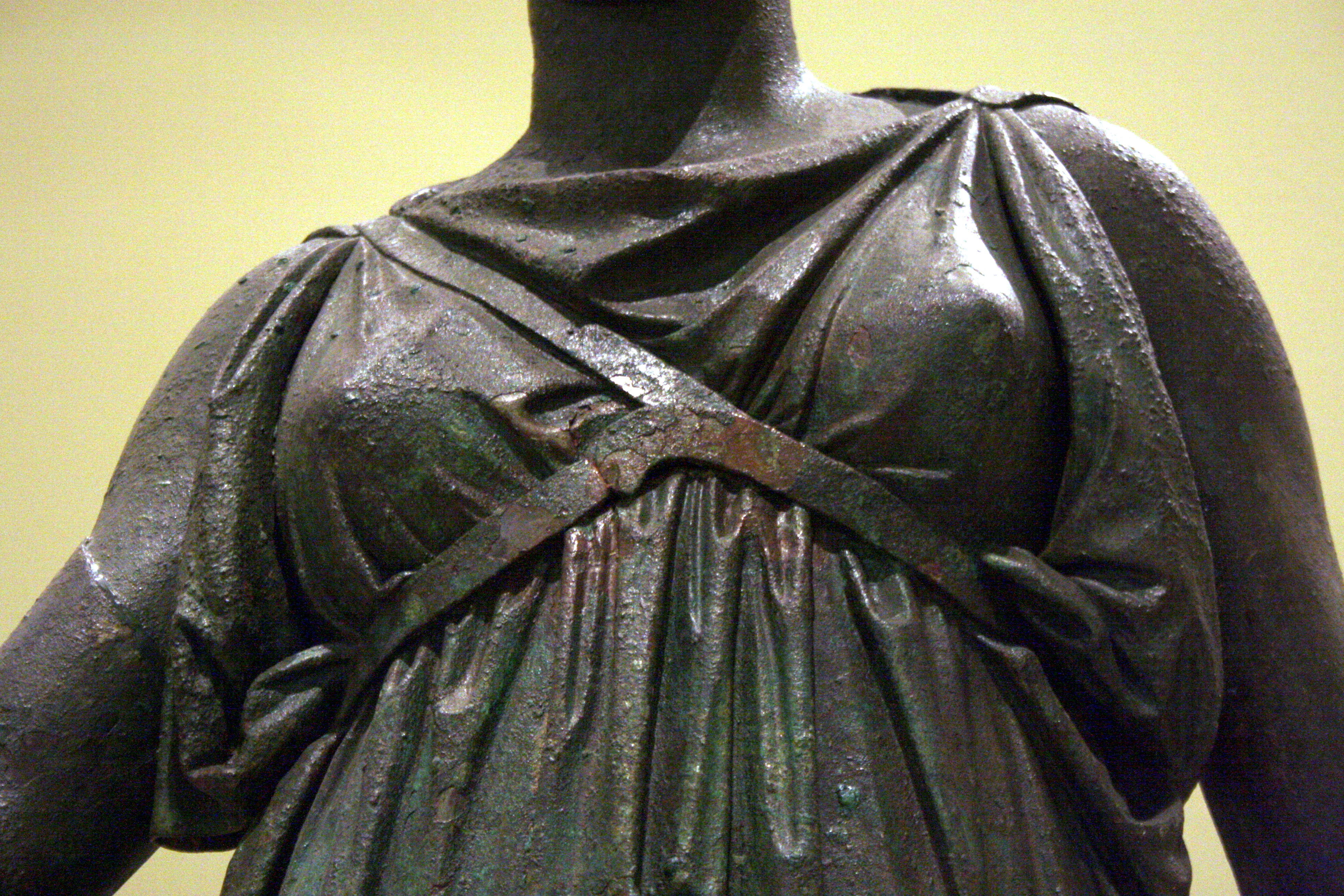
Bandas para los pechos en forma de y en una estatua de bronce de Artemisa, diosa de la caza (mediados del). Estas bandas forman un arnés arquería, con un carcaj de flechas unido a este.

Las mujeres a menudo usaban un strophion (στρόφιον), el sostén de la época clásica, debajo de sus prendas y alrededor de la parte media de su cuerpo. El strofion era una banda ancha de lana o lino que envolvía los pechos y se ataba entre los omóplatos. Las mujeres en la Grecia clásica a menudo son representadas con prendas holgadas y transparentes, o con un seno expuesto. Las mujeres llevaban un apódesmos (en griego: ἀπόδεσμος), más tarde stethodésmos (στηθοδέσμος), mastódesmos (μαστόδεσμος) y mastódeton (μαστόδετον), términos cuyo significado es el mismo, «banda para el pecho», una banda de lana o lino con la que se envolvía los pechos y que se ataba o sujetaba en la espalda.
Otro término era kestós (en griego: κεστός, latín: cestus), usado específicamente para la faja encantada de Afrodita en la Ilíada, cuyo poder era hacer irresistible para los hombres a toda mujer que la usara. En vista de su asociación con la diosa del amor, este tipo de prenda tenía probablemente una connotación erótica debido a su efecto de acentuar el pecho.

### Botones y cierres
Debido a que la ropa rara vez se cortaba o cosía, a menudo se usaban cierres y botones para mantener las prendas en su lugar. Se utilizaban pequeños botones, alfileres y broches.
Los grandes alfileres, llamados perónai (περόναι) o fíbulas, se usaban en los hombros, mirando hacia abajo, para mantener el quitón o peplos en su lugar[1].
Hombres y mujeres a veces usaban taparrabos triangulares, llamados perizomas, como ropa interior. El perizoma, en latín: perizonium, y en griego: περίζωμα («alrededor de la cintura»), era un paño que servía de calzoncillo durante la Antigüedad. Sus registros más antiguos se remontan a la civilización minoica de la isla de Creta.
Los cinturones, ceñidores o fajas también se usaban en la cintura, a veces reemplazando los sujetadores o los botones. Se abrochaban sobre una simple prenda de vestir o ropa interior tipo túnica, justo debajo de los senos o sobre los senos. Cuando el apodesmos se llevaba debajo de los senos, los acentuaba.

## Calzado
Las mujeres y los hombres solían usar sandalias, zapatillas, zapatos suaves o botas. En casa solían ir descalzos.
En el calzado la dificultad estaba en hacer coincidir los numerosos nombres que aparecen en los textos con las representaciones de los monumentos. Muchas de las identificaciones propuestas siguen siendo inciertas. A menudo el calzado se hacía a medida. En este caso, el zapatero cortaba directamente la suela alrededor del pie de su cliente.
El modelo principal y más extendido del calzado griego era el pédilon (πέδιλον), una primitiva forma de sandalia, consistente en una plantilla de cuero, recortada con la forma del pie, que se sujetaba con una serie de bandas que llegaban hasta el empeine. Este calzado evolucionó hasta convertirse en las sandalias más elaboradas y resistentes, que en las variantes femeninas incluso podían ser coloreadas. Las sandalias eran meras suelas, de corcho, de madera o piel, sostenidas por correas atadas alrededor del tobillo y del primer dedo del pie, que dejaban al descubierto la parte superior del pie.
La evolución del arte de la zapatería llevó a la creación de la crépida ( krēpís (κρηπίς) zapatos abiertos típicamente masculinos, de los que derivó el endromis (ἐνδρομίς), cuyos cordones subían hasta la rodilla, y que eran típicos del uniforme militar. El embás (εμβάς), era un borceguí  probablemente de origen babilónico o tracio, fue uno de los primeros modelos de zapatos cerrados, tanto masculinos como femeninos, producidos en numerosas modalidades (bajos o altos) y en diferentes colores. Se ataba por delante y terminaba por la parte superior por una especie de vuelta, abotinado. El endromís era similar, pero carecía de vuelta. El coturno, de origen lidio, que según se dice Esquilo transformó para adaptarlo al teatro, era un calzado de suela alta, que se ajustaba menos que los anteriores, ya que se podía calzar indistintamente en el pie derecho o en el izquierdo, y quel servía especialmente para los actores de la tragedia, dándole entonces gran altura con una suela de madera muy gruesa.
Los zapatos de las mujeres tenían formas mucho más variadas y elegantes. El nombre de algunos de ellos, como los pérsicos o laconios, indican su origen, pero su descripción se torna difícil. Para parecer más altas, las mujeres utilizaban una especie de tacón que se colocaba entre el pie y el zapato.
El zapato femenino típico para ocasiones particularmente formales, como ceremonias y bodas, fue el diábathron (διάβαθρον), adornado con aplicaciones de metal. El baucis (βαυκίς) muy caro era en cambio el zapato típico del éter, cuya característica era aumentar notablemente la altura del portador, misma característica que distinguía al coturno (κόθορνος), las botas altas usadas por los actores trágicos.
La piel del calzado femenino se teñía en diversos colores: negro, rojo, blanco o amarillo. Los artesanos de varias ciudades fabricaban modelos famosos como por ejemplo los de Argos, Sición y Rodas. Para calzado (que ordinariamente, no se usaba dentro de casa) se servían de la crépida, especie de sandalia o de la carbatina (καβαρτίνη) semejante a la abarca de los pueblos montañeses.

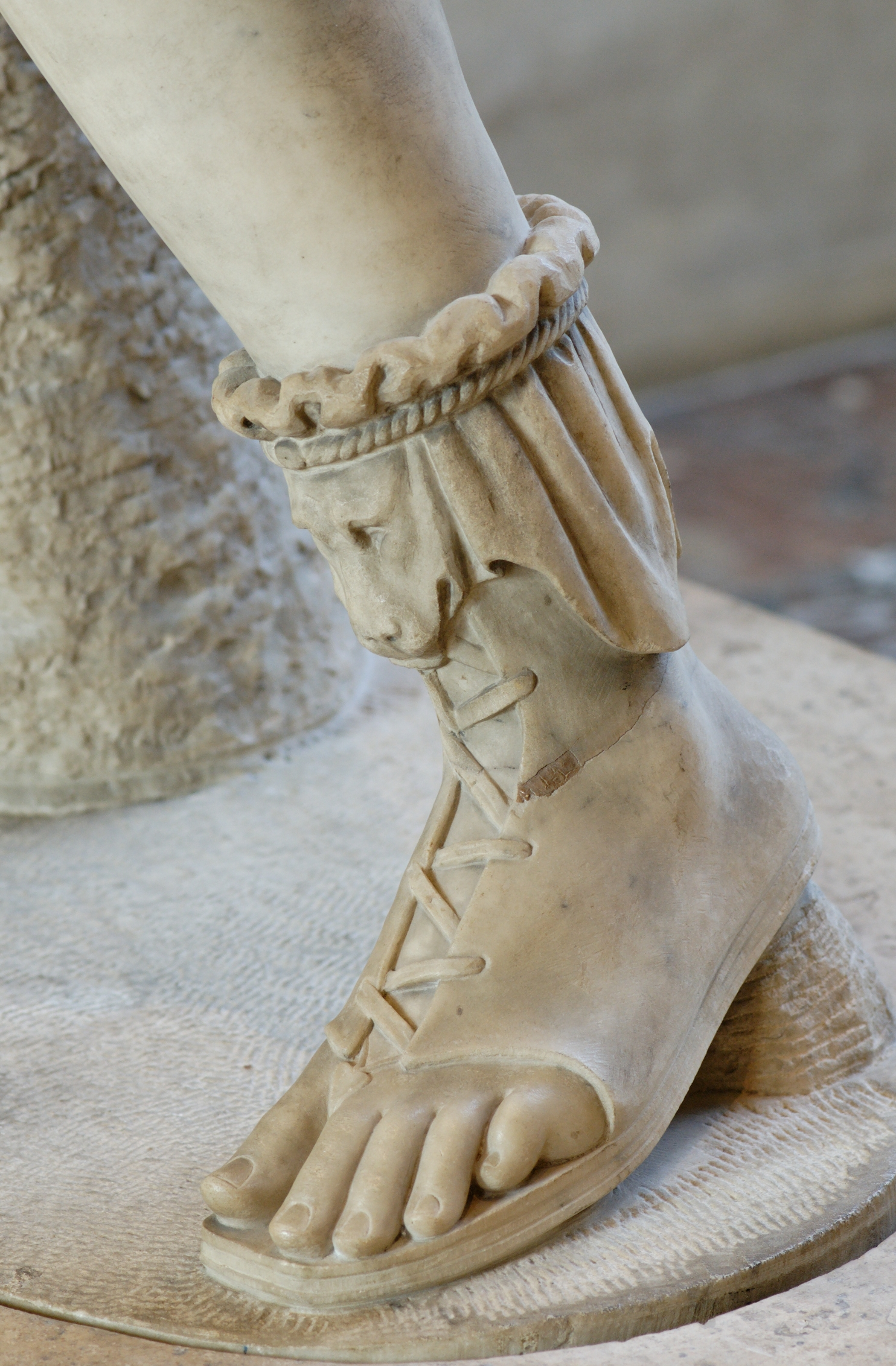
Calzado griego.
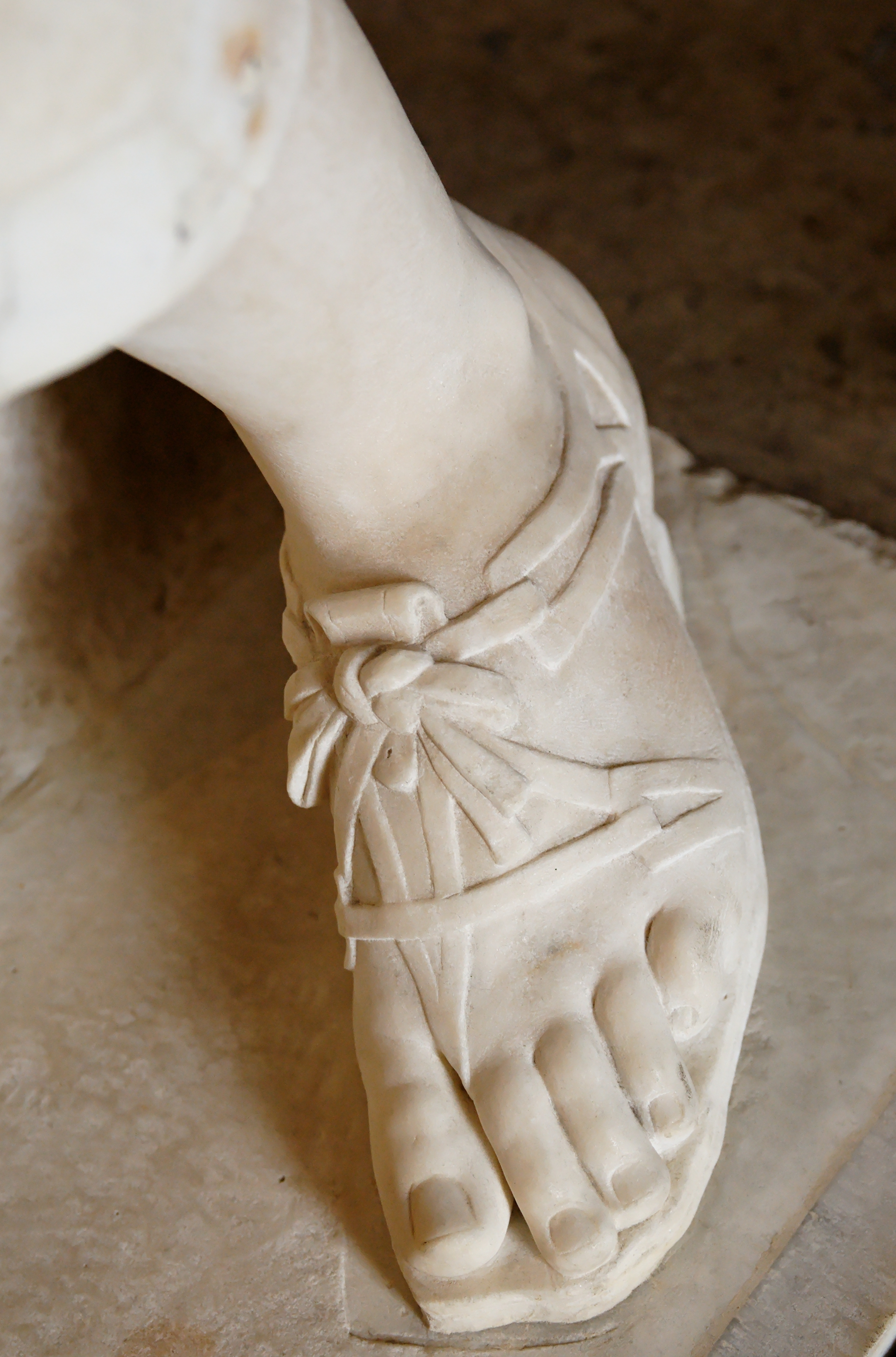
Sandalia.
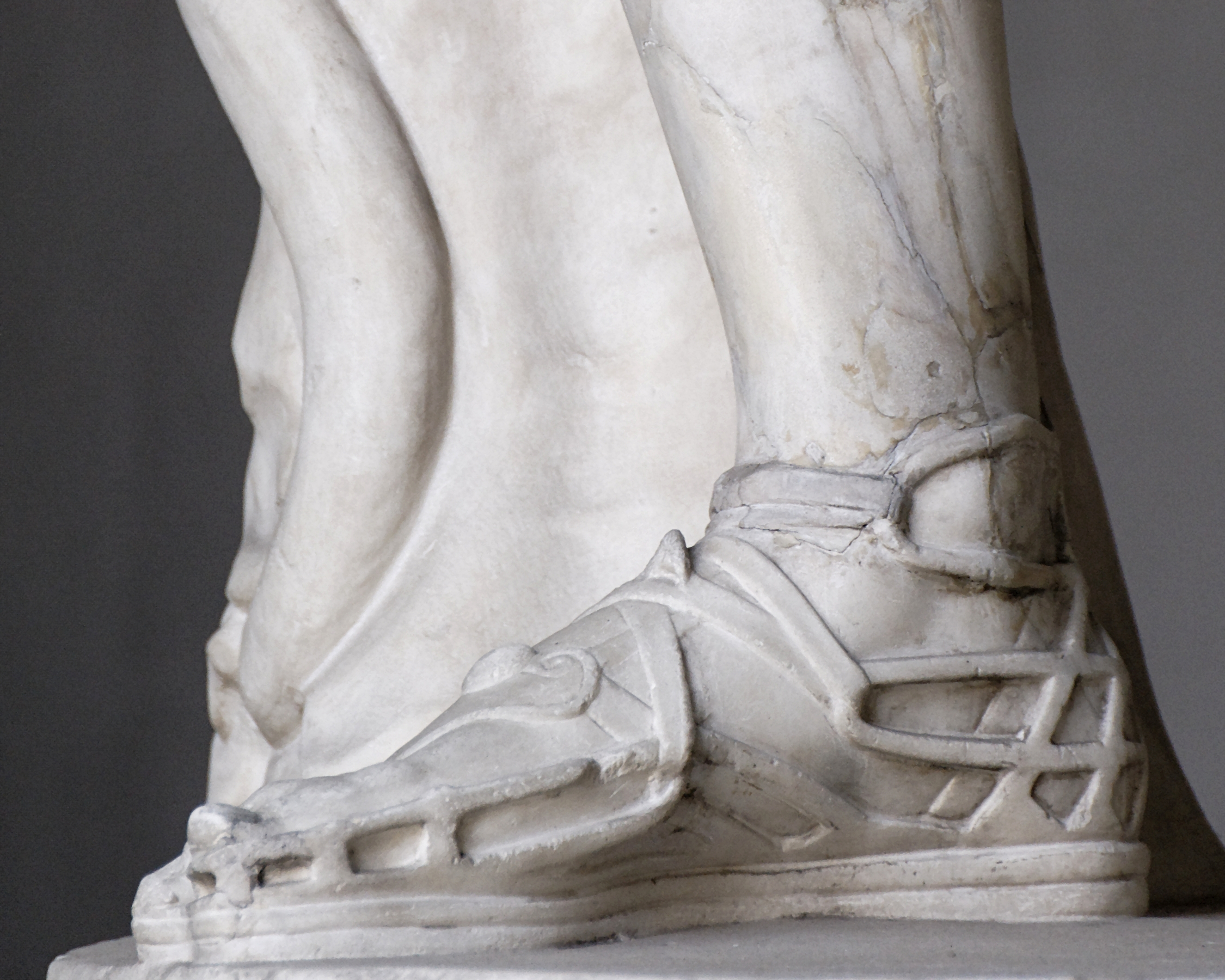
Sandalia.
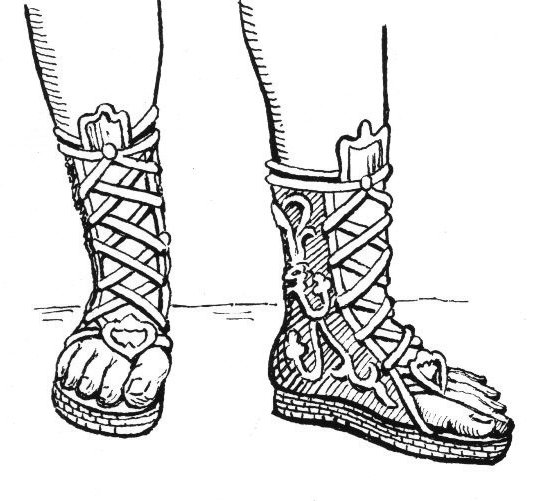
Coturnos.

## Sombreros y tocados

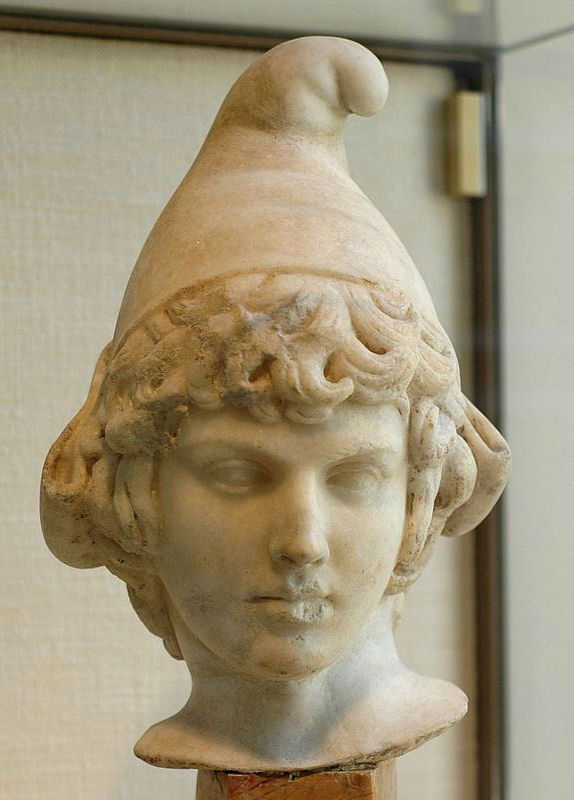
Atis con un gorro frigio.

A diferencia de los la de moda en sombreros modernos, los sombreros en la antigua Grecia tenían una función puramente práctica, y se utilizaban principalmente para proteger al usuario de los rayos del sol, durante el trabajo en el campo, o para protegerse del frío, como el alopecis (ἀλωπεκίς), hechos de piel de zorro. El pilos (πῖλoς) era en cambio un casquete de fieltro destinado a las clases más pobres, y utilizado principalmente para la «curación» de niños y ancianos. Era un sombrero de copa alta, de forma más o menos cónica y puntiaguda, que podía estar provisto de una visera para protegerse del sol, y también podía llevar diversos adornos. Normalmente era de fieltro consistente y bastante rígido, para que no se aplastara fácilmente. También podía ser de piel e incluso de metal.Las características de este arnés podían variar según el lugar y la región. Heródoto llama pilos a la alta tiara de los persas.
El término pilidion (πιλίδιον), diminutivo de pilos, designaba un sombrero diferente. Simple gorra de fieltro o de lana, era una especie de gorro de dormir que a veces los médicos recomendaban a los enfermos para que mantuvieran la cabeza caliente. Este mismo gorro desprovisto de visera y adornos, lo llevaba los esclavos en el campo y la gente del pueblo: campesinos, pastores, artesanos, marineros y barqueros. Es el tocado del dios Hefesto, que era el patrón de los obreros.
El cuné (κυνέη) era un gorro de piel (literalmente: «de piel de perro») cuya forma y uso eran muy parecidos a los del pilidion.

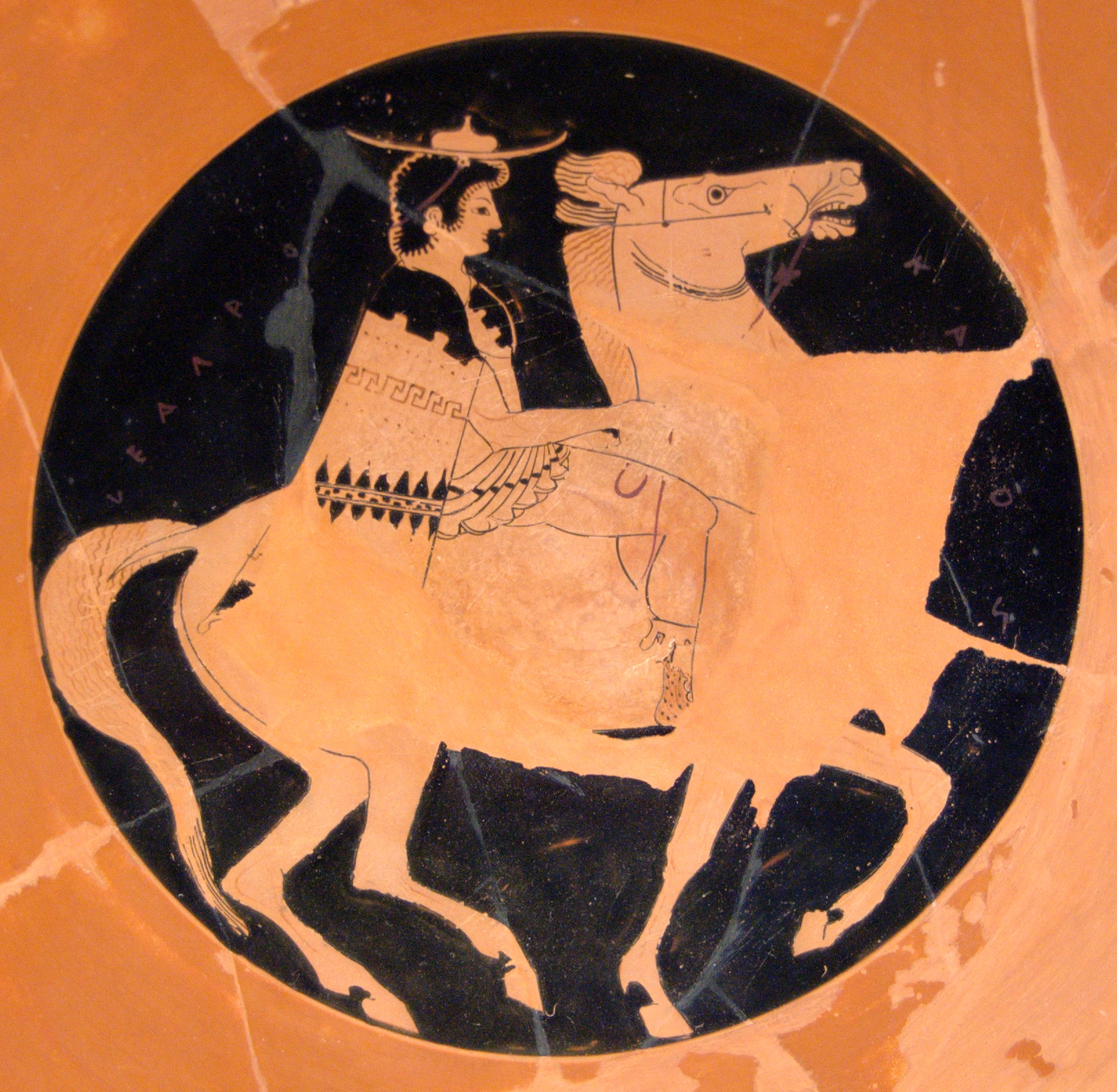
Pétaso.

El sombrero de los viajeros, así como el del dios Hermes, era el pétaso, un amplio sombrero de fieltro o de paja con alas muy anchas y copa baja, con una brida que permitía echarlo hacia atrás y llevarlo en la espalda.
El kausίa era un sombrero largo de fieltro plano, de origen macedonio, mientras que el gorro frigio era un sombrero cónico con la punta doblada hacia adelante, de origen anatolio. Un sombrero destinado a la mujer era el krήdemnon, de forma similar al pétaso masculino. Finalmente, el polo (πόλος) era un sombrero cilíndrico o cuadrangular, típico en las representaciones de deidades femeninas, y que en realidad se utilizaba en las ceremonias.
Solían ir los griegos con la cabeza descubierta por la calle pero cuando era necesario resguardarse de la intemperie, llevaban el píleo, gorro semiovoide de piel o la mitra a modo de turbante oriental o el pétaso que era un sombrero de fieltro y con alas.

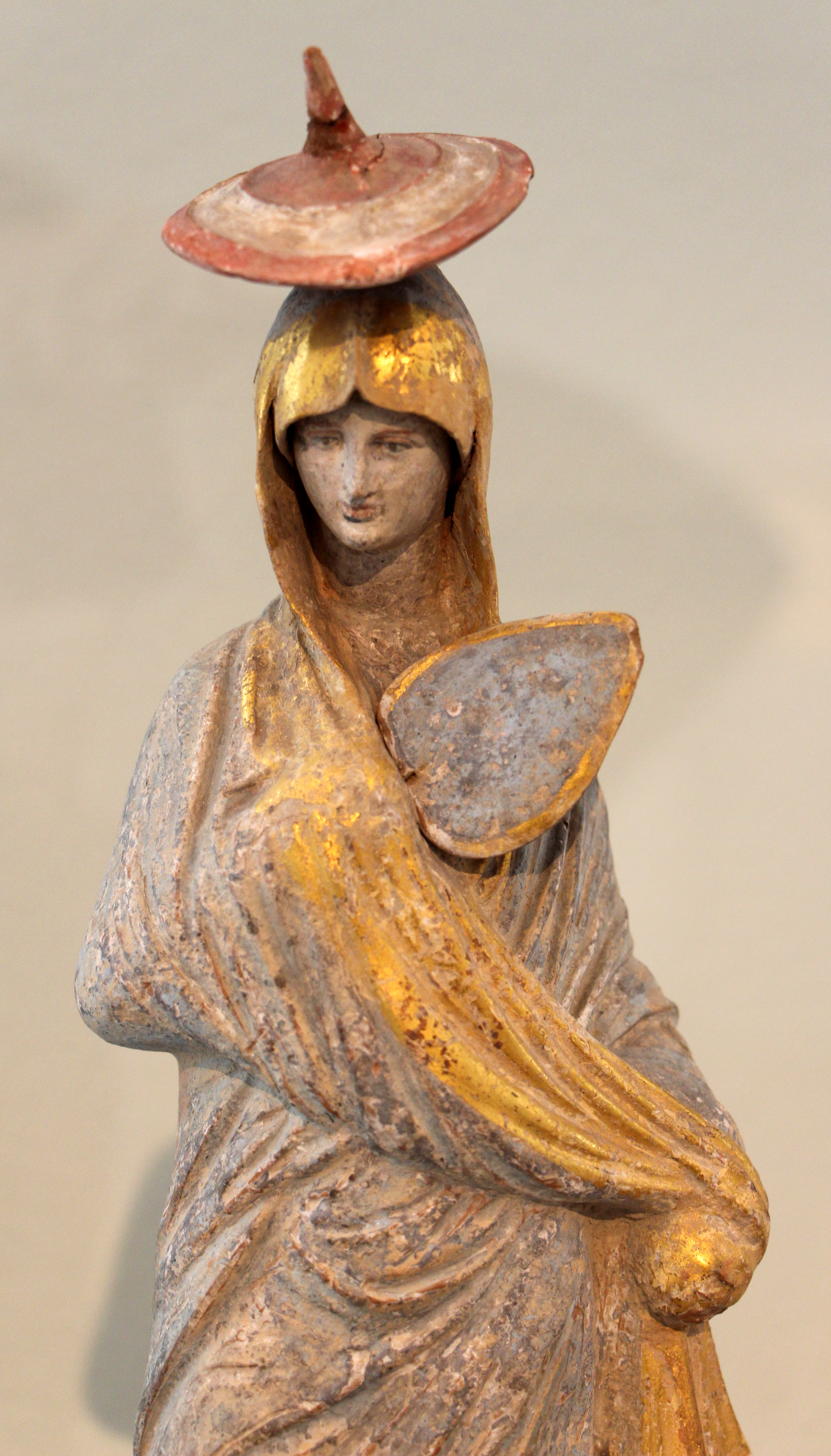
Figurilla de mujer tocada con sombrero.

Los tocados de las mujeres eran de gusto sencillo. Como norma no llevaban sombreros, al menos en Atenas, debido a que su presencia en las calles se consideraba poco apropiada, y solo aparecían en ocasiones excepcionales: festividades, funerales, etc. En los viajes llevaban un pétaso ligero de bordes anchos para protegerse del sol.
Las mujeres griegas se cubrían la cabeza con un velo llamado calyptra, cuando no llevaban el manto para tapársela o el pliegue de su túnica a modo de capucha. En la Época Arcaica llevaban velos que les cubría la cara hasta los ojos y caían sobre el cuello y la espalda en grandes pliegues para cubrir, si era necesario, toda la parte superior del cuerpo.
Las redes y redecillas, y más tarde los pañuelo de la cabeza, se desarrollaron a partir de la cinta sencilla, que en su conjunto se llaman kekryfaloi.

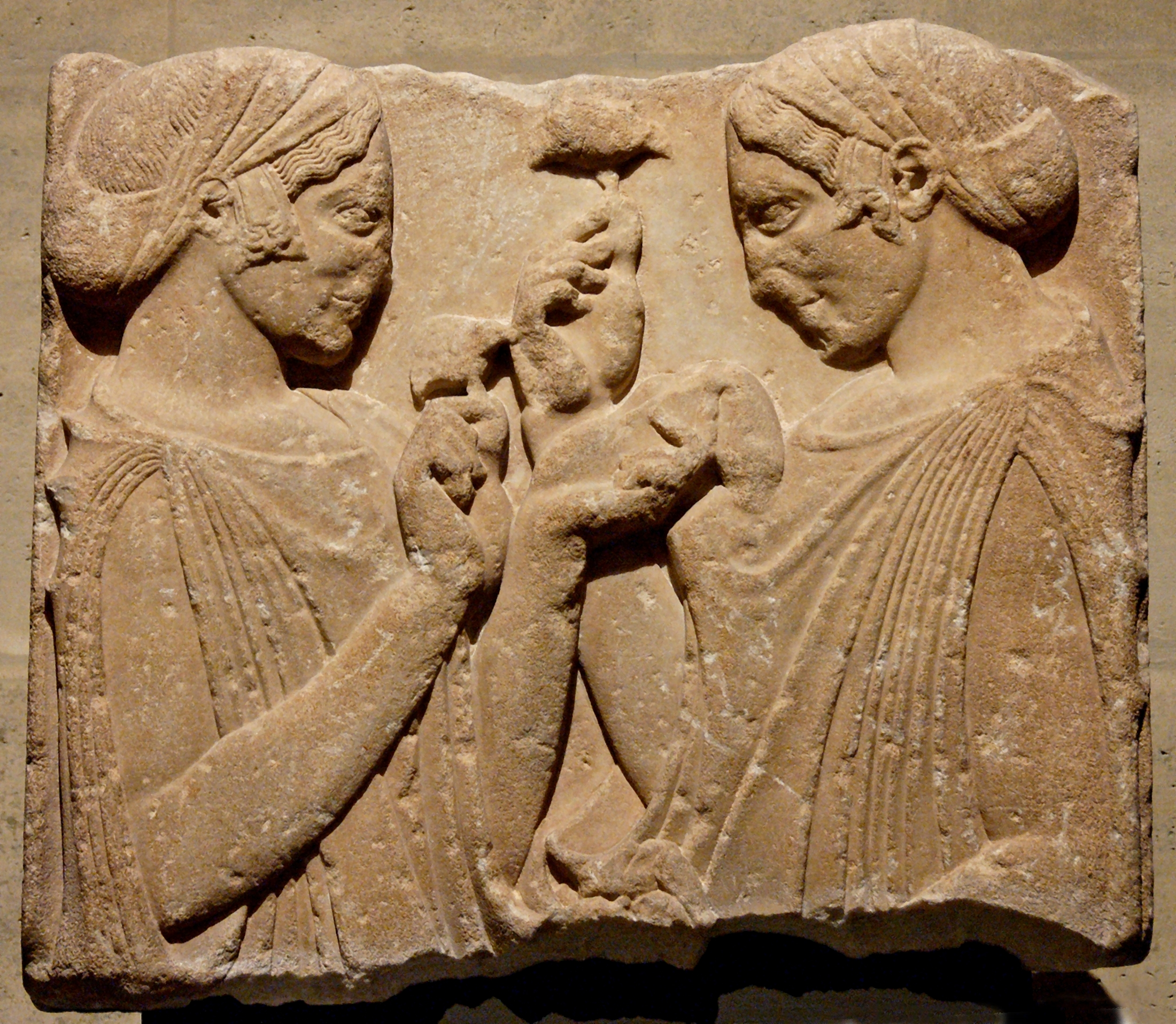
Dos mujeres luciendo el cecrífalo en una estela, mármol de Paros, alrededor de 470-460 a. C. Museo del Louvre.

El cecrífalo propiamente dicho era una especie de chal o en una redecilla, o de pañuelo de cabeza anudado en el pelo, y no un verdadero sombrero. Era común el cecrífalo en forma de cofia que cubría todo el cabello, o únicamente el de atrás, que se ataba con una cinta en la parte superior (sakkos).
Las mujeres disponían de un tocado redondo con alas anchas cuyo centro terminaba en punta, la tolia, que en definitiva era, una variante del pétaso. Las figurillas de terracota de Tanagra muestran la distinción con que las mujeres sabían llevar la tolia.
Tanto los hombres como las mujeres se ponían para los festivales, una cinta para el cabello denominada tenia. Otro tipo de cinta era la denominada sfendone —por su similitud con las hondas—, hecha de tela o piel adornada, ancha en el centro que se estrechaba en los extremos. Se colocaba o bien con el lado más ancho sobre la parte delantera de la cabeza, y los extremos, con cintas atadas a ellos, cubiertos con el pelo de atrás, o viceversa. En este último caso los extremos se ataban en la frente con un lazo elaborado. También utilizaban una diadema, que consistía en una tira de tela o piel, adornada a menudo en la parte que descansaba sobre la frente, con una lámina de metal en forma de frontal, llamada stefané. Esta diadema aparece en representaciones de diosas, con la forma de un círculo ancho de metal, destinado no solo a mantener el cabello recogido, sino a adornarlo.
No era extraño que las mujeres se peinaran el pelo de delante sobre la sienes y las orejas, y lo ataran, junto con el pelo de detrás en un nudo.

## Tejidos
Los griegos disponían de lino, el pelo de cabra que tras tejerse se obtenían los bastos o saccos —un tejido tosco—, y la lana. La existencia del algodón (al que Heródoto llama «lana vegetal»), y la seda, la conocían de manera vaga.
El tejido no se cortaba para ajustarlo a las medidas corporales y coserlo después, sin que la pieza rectangular que salía del telar, después de tratarlo el tintorero y el batanero, se envolvía libremente en el cuerpo de maneras muy diversas y se sujetaba con cinturones, fíbulas, broches y algunos puntos de costura.
Primeramente, el lino, bruto o elaborado, lo importaban los griegos de Europa, de Asia Menor y Oriente, donde se cultivaba. Posteriormente la planta se aclimató en Tracia, Macedonia, Acaya y otras regiones, y en las islas de Chipre, Amorgos y Creta. Después de secar al sol los tallos de lino se enfriaban con agua templada. Después se volvían a secar y mediante un mazo se machacaban sobre piedras, para separar la corteza de las fibras internas, que a continuación se hilaban y tejían.
La preparación de la lana, su hilo y tejido eran labores femeninas hecha en el oikos, pero había talleres artesanales masculinos: los de Mégara confeccionaban exomis de una calidad muy apreciada. El cambio de estación requería la modificación en el grosor de estas prendas de lana. Para los vestidos de invierno las mujeres, aparte de la lana de oveja y lino, se empleaba el biso, probablemente una especie de algodón. Más fino que el biso, eran los trajes transparentes llamados amorgina, confeccionados en la isla de Amorgos. Se confeccionaban con fibra de un tipo de lino fino, parecido a la muselina y batista.
Con las pieles de cabra se hacían taparrabos, los cáunaces de los pastores persas, adoptados por los griegos, y de los que se mofa Aristófanes debido a su rusticidad: «Cuando traigas las cabras de vuelta del Feleo, como tu padre, vestido con una pelliza...». El cáunace era en el siglo V a. C., el tejido velloso de los mantos invernales de los atenienses.
Con pieles se confeccionaban los uniformes sacerdotales o iniciáticos, como eran los de los ritos dionisíacos. Otro tipo de pieles de animales no domésticos, vestían los adeptos del festival de las Dionisias. Se trataba de la nebris, hecha con piel moteada de cervatillo, que en Las bacantes de Eurípides, Dioniso viste encima del largo vestido de Penteo.
Del interior de Asia se importó la seda a Grecia, parte en bruto, parte en trajes ya hechos. Estos últimos se llamaban seriká, para distinguirlos de los hechos en Grecia, llamados bubikiná. La isla de Cos fue el primer centro de elaboración de seda, cuyas prendas rivalizaban en transparencia con los amorgina. Estos trajes que se adherían al cuerpo y permitían que se viera la piel, fueron imitados por los escultores y pintores.

## Colores y adornos
Los colores más comunes en la ropa eran, por supuesto, el blanco natural de las telas, pero también algunos colores naturales como el amarillo, turquesa y el color vino. El rojo era menos común, ya que la técnica de coloración empleada consistía en el uso del color púrpura, lo que hacía que los costes de producción fueran considerablemente más elevados. Sin embargo, el rojo era el color que llevaban las heteras y las bailarinas, por lo tanto, estaba muy poco difundido.
El color blanco era el comín en los epiblemata y era el preferido entre las mujeres de clase modesta. Las de clase acomodada también utilizaban las prendas orientales parcialmente coloreadas. No eran raras las capas marrones y los quitones teñidos de color amarillo azafrán.
Los espartanos confiaban la labor del tinte de la ropa a los periecos, trabajadores inmigrados, quienes teñían de color escarlata la ropa de los soldados para que las manchas de sangre pasaran desapercibidas. Se ignora el ingrediente que empleaban.
Los vestidos se adornaban con frecuencia con estampados entretejidos o con ribetes y bordados añadidos. Además de los adornos de franjas, se hacían otros más anchos y más elaborados; se duda si se tejían con el traje o se cosían. Los había que cubrían los quitones desde el dobladillo hasta la rodilla, y sobre el cinturón hasta el cuello. A veces, todo el quitón se cubría de estampados de estrellas y dados.
Los pintores de vasos de cerámica del siglo IV a. C., representaron trajes frigios con franjas doradas y bordados suntuosos de estampados serpenteantes y palmetas, como llevaban los griegos de Magna Grecia.

## Indumentaria masculina

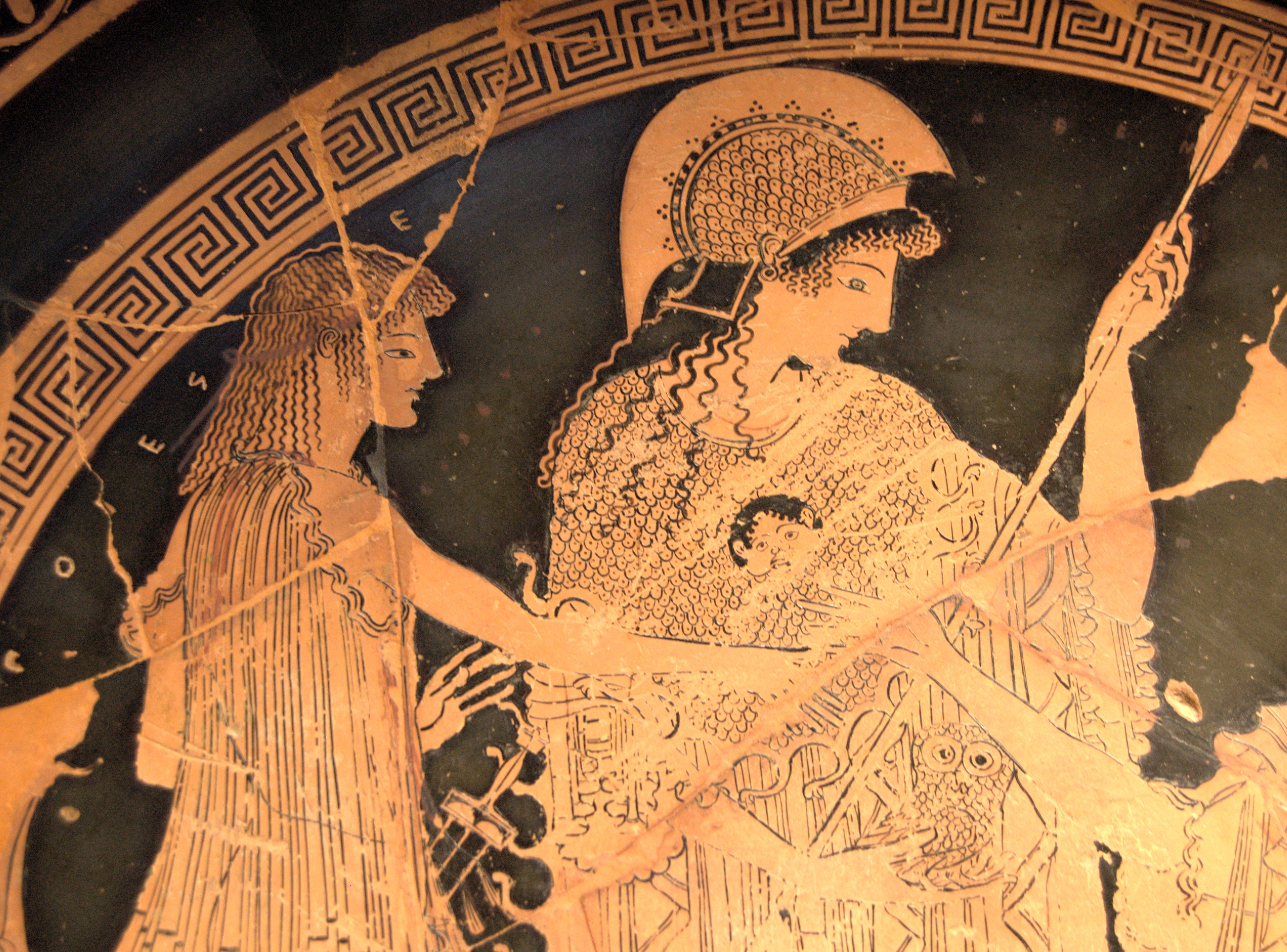
A la izquierda de la imagen, Teseo vistiendo túnica corta sin cinturón.

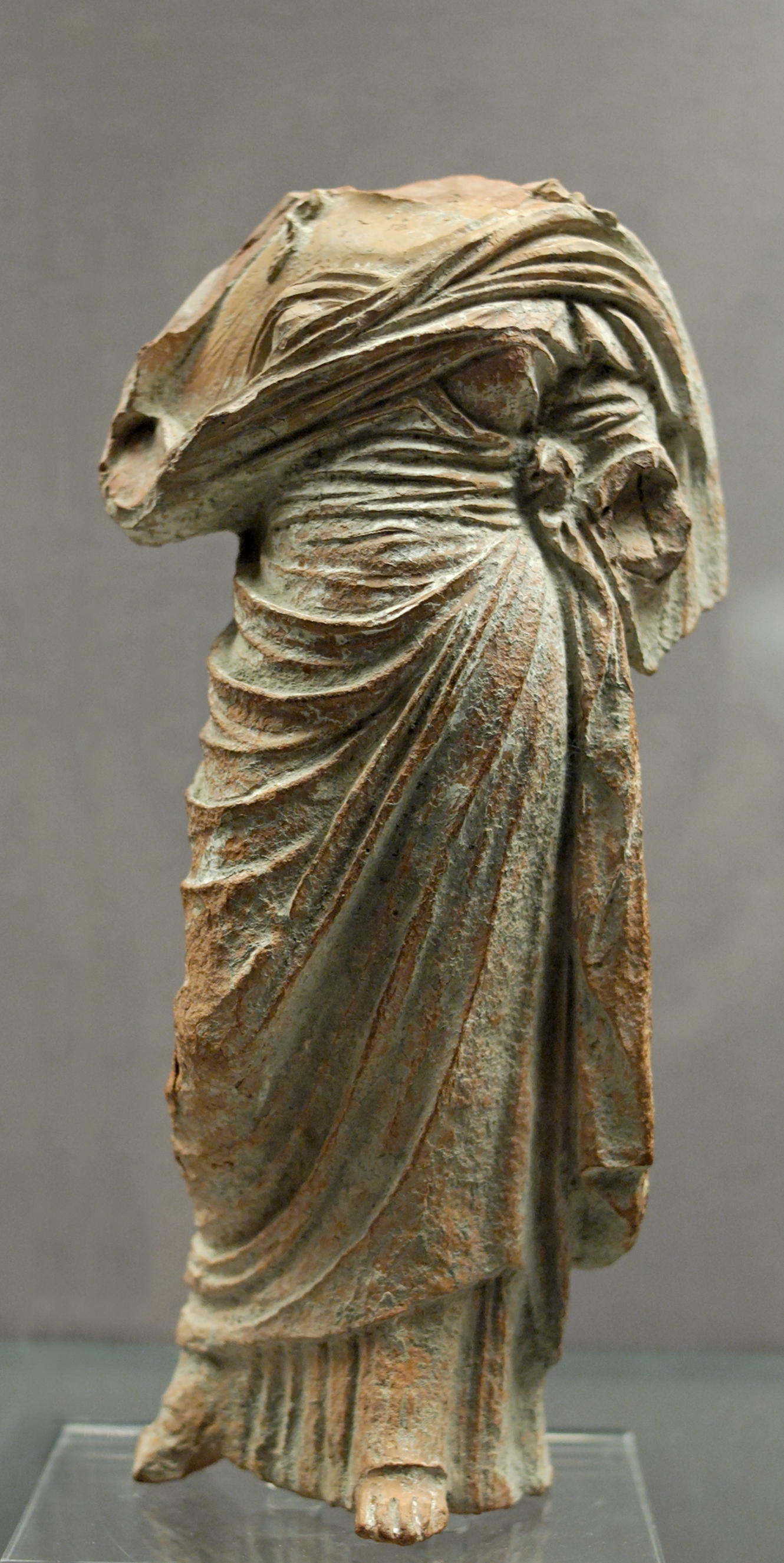
Mujer con quitón e himatión. Museo Británico.

Los hombres no llevaban ropa interior debajo de la túnica. El modelo más sencillo de túnica era el exomis, que era la prenda de vestir de los esclavos, de los obreros libres y de casi todos los soldados. De corta longitud, ceñido a la cintura con un cinturón y sujeto al hombro con un nudo simple o una fíbula, podía estar abierto o cosido sobre el muslo izquierdo. Dejaba descubierta la mitad de derecha del torso de manera amplia.
El quitón, cuando era corto se diferenciaba únicamente del exomis en que usualmente se ataba a los hombros con cintas o prendedores. El cinturón que lo ajustaba, formaba en torno a la cintura una serie de pliegues huecos llamados colpos. Con frecuencia se precisaba ceñirse otro cinturón, el zoster, cinturón de cuero de uso militar que formaba un segundo colpos, como es visible en un caballero de pie, delante de su caballo en el friso de las Panateneas.
No se despojaban de la túnica para dormir, sí del cinturón, pues durante la noche les servía de camisón. Los niños vestían túnicas cortas sin cinturón, como la del joven Teseo en la copa de Eufronio en el museo del Louvre.
Los hombres adultos y los efebos de las tribus dóricas, vestían una prenda llamada tribón (en griego antiguo: τρίβων o τρίβωνιον), rectangular y de mucho menor tamaño que el himatión, y los niños hasta la edad de doce años, solo vestían el quitón. El filolaconismo presente en Atenas hizo común esta prenda. La túnica del niño ateniense consistió únicamente en el quitón hasta la guerra del Peloponeso (431 a. C.) Al llegar a la efebía llevaban clámide, capa introducida en Ática desde Tesalia o Macedonia.

## Indumentaria femenina

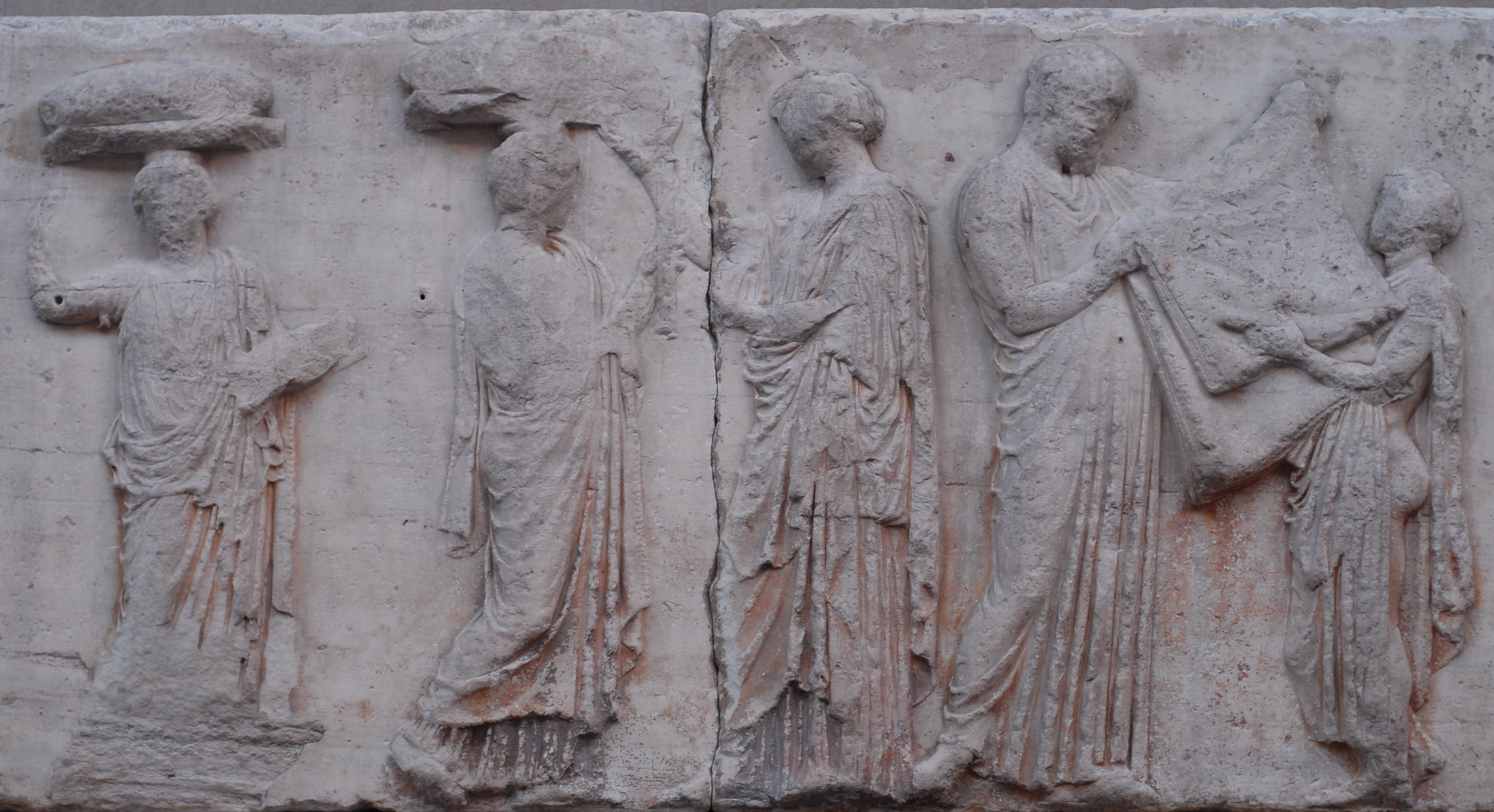
La llamada escena del peplo, Este V, 31-35, Londres.

La indumentaria femenina, en principio, no difería de la masculina. Los arreglos particulares y los detalles de coquetería le otorgaban un aspecto muy diferente, pese a tratarse fundamentalmente de una pieza rectangular de lana o lino, tal y como salía del telar, y que se adaptaba al cuerpo libremente merced a fíbulas o a unas puntadas de hilo.
El vestido femenino más elemental era el de las jóvenes espartanas. Se trata del peplo abierto y corto que servía tanto de túnica como de manto. Era un chal de lana bastante estrecho, atado en los hombres mediante fíbulas; no llevaba cinturón ni costuras. Tan solo uno de los lados del cuerpo estaba cubierto y el otro lado quedaba al descubierto al menor movimiento.
Plutarco refiere que llevaban «esa especie de túnica cuyos lados, al no estar cosidos en la parte inferior, se entreabrían y dejaban al descubierto sus muslos al caminar, y de ahí procede el nombre de fainomérides que se les daba (las que enseñan los muslos)». Este peplo abierto, si era bastante largo, podía tener repliegues: «Cuando una mujer había logrado tejer un rectángulo de tela de mayores dimensiones que el reducido peplo de las jóvenes espartanas se veía obligada a recoger, prendido con unas fíbulas, todo lo que sobraba en sentido vertical. La prenda de lana, que seguía estando abierta por un lado, se doblaba sobre sí misma por la parte superior. Se formaba un vestido exterior más o menos largo de una sola pieza en la parte interior, sin ninguna costura. De la misma manera, si la anchura superaba la del pecho, los bordes libres caían, por toda la abertura lateral en cascadas de pliegues que daban una consistencia especial al vestido». Si el repliegue era bastante largo, la parte posterior se podía pasar por encima de la cabeza para formar una especie de velo o capucha. Algunas mujeres representadas en estelas funerarias están vestidas de esta manera. Cuando el repliegue permanecía en la postura normal se podía dividir en dos partes en la cintura mediante un cinturón. Este era el vestido de Atenea Pártenos de Fidias, según las réplicas que han pervivido. El cinturón no solo mantenía los repliegues ajustados, y evitaba que la pierna derecha quedara al descubierto al caminar, sino que también despejaba el torso y contribuía a ofrecer una silueta más noble y austera. Si la tela no se ajustaba sobre el pecho podía formar el abultamiento de pliegues huecos (colpos). El peplo podía quedar además medio cerrado por una costura desde la cadera hasta el pie, e incluso estar totalmente cerrado de arriba abajo, dejando solo una abertura para el brazo. El ajustado del peplo abierto era necesariamente asimétrico; el del peplo cerrado, que generalmente tenía forma cilíndrica, era simétrico. El peplo cerrado podía llevar también pliegues y cinturón. Así es el vestido de las ergastinas en el friso del Partenón, en el museo del Louvre.

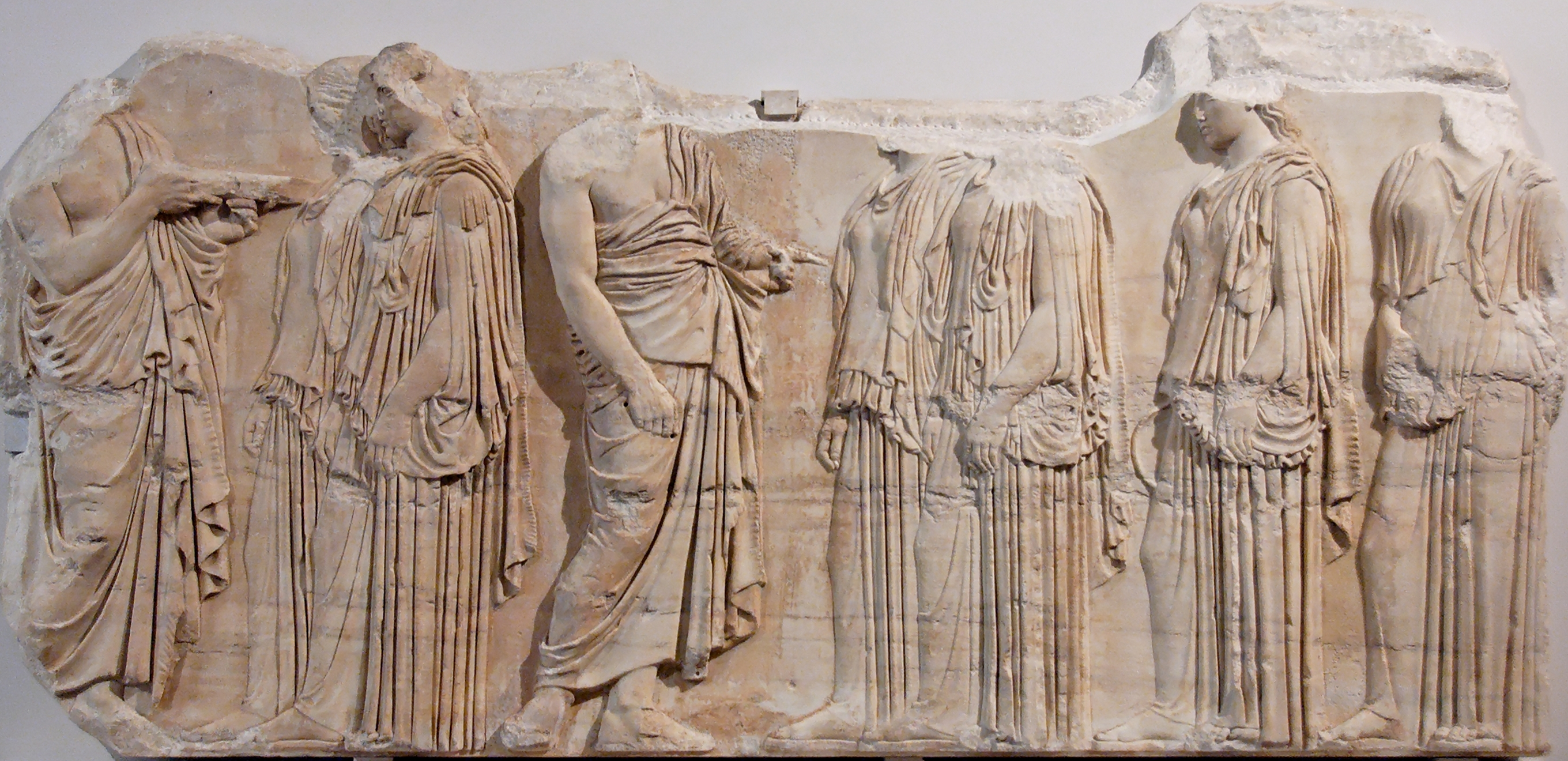
Friso de las ergastinas en el museo del Louvre.

Los griegos siempre utilizaron la lana de sus ovejas para vestirse, mientras que el lino, se importó primeramente de Jonia, antes de cultivarse en varias regiones de Grecia. Durante mucho tiempo el lino se consideró un vestido de lujo y su uso se extendió lentamente, primero entre la clase acomodada. El antiguo peplo de lana aunque lo dejaran de vestir las mujeres más presumidas, siguió siendo el traje de las campesinas y de la mayoría de las mujeres del pueblo, además de las esclavas.
Las mujeres atenienses vestían tanto el peplo dorio como el quitón de lino con pequeños pliegues llamado jonio.

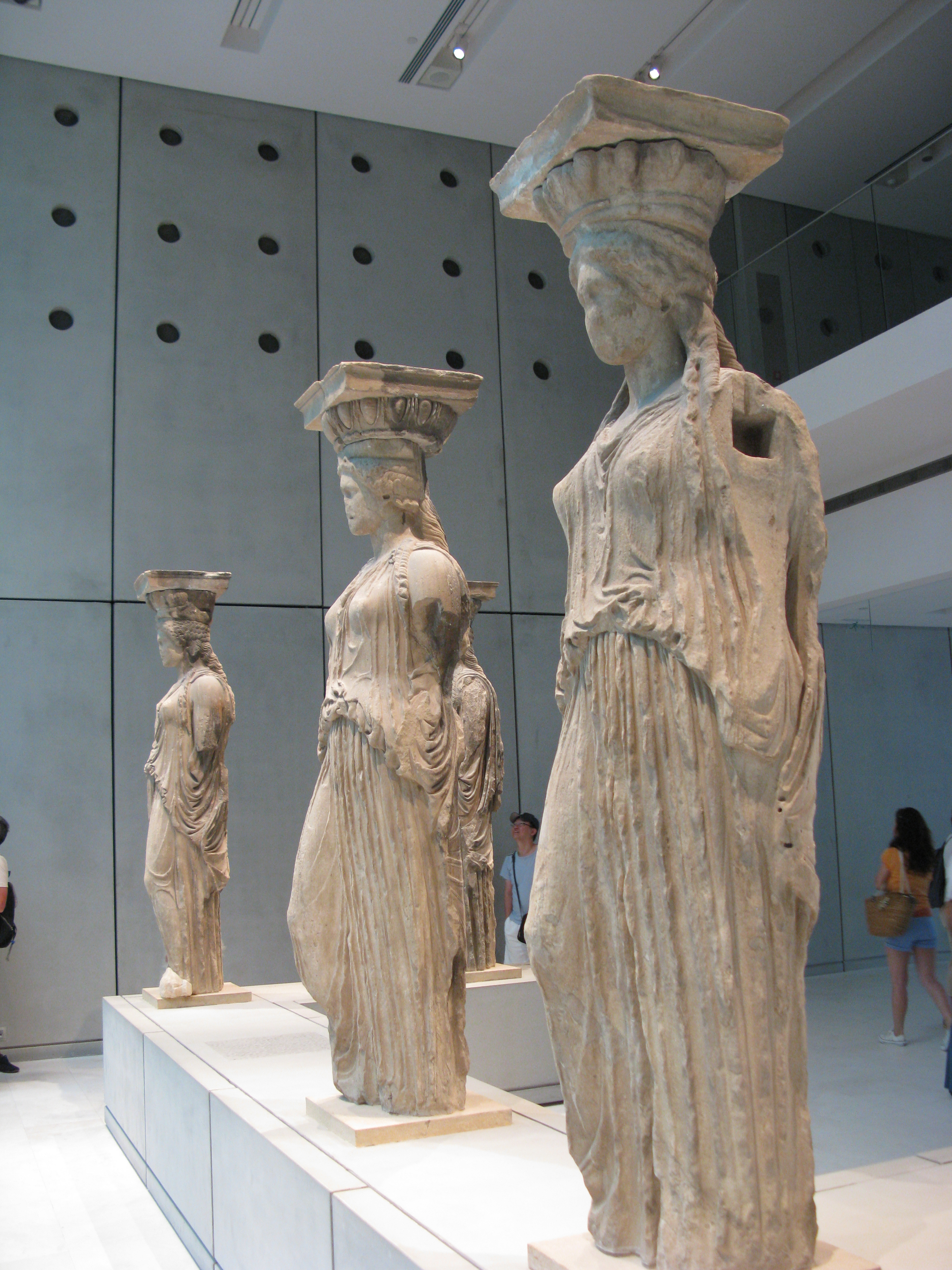
Cariátides. Obsérvese el efecto de sus piernas flexionadas en la disposición de los pliegues de sus quitones.

El quitón corto de las mujeres dorias tenía una falda corta y un corte en ambos lados en la parte superior. Se sujetaba en los hombres mediante broches. Tirando del cinturón se podía acortar hasta las rodillas. El quitón largo llegaba hasta las pies, y se tiraba muy poco de él en el cinturón.
Sobre el quitón, vestido que calentaba el cuerpo menos que el peplo, las mujeres llevaban en invierno varias clases de mantos, como por ejemplo, un simple chal sujeto como una bufanda sobre uno de los hombros, o un mantón redondo (enciclo), o un peplo que servía de vestido exterior, o también un largo himation abultado, similar al de los hombres, pero cuyo paño generalmente tenía una caída más elegante por delante, y no por detrás. En ocasiones, este manto doblado varias veces longitudinalmente, se apoyaba en los brazos, por detrás, y de este modo, en los vasos pintados tiene el aspecto de un largo chal.
Las cariátides del Erecteón visten quitones largos. Los kolpos (repliegues) y diplois (dobleces) están tallados en pliegues simétricos. A pesar de la postura de calama requerida por el carácter arquitectónica de estas canéforas, los escultores idearon la sensación de movimiento inclinando ligeramente la pierna izquierda, y consecuentemente los pliegues del quitón no son rectos.

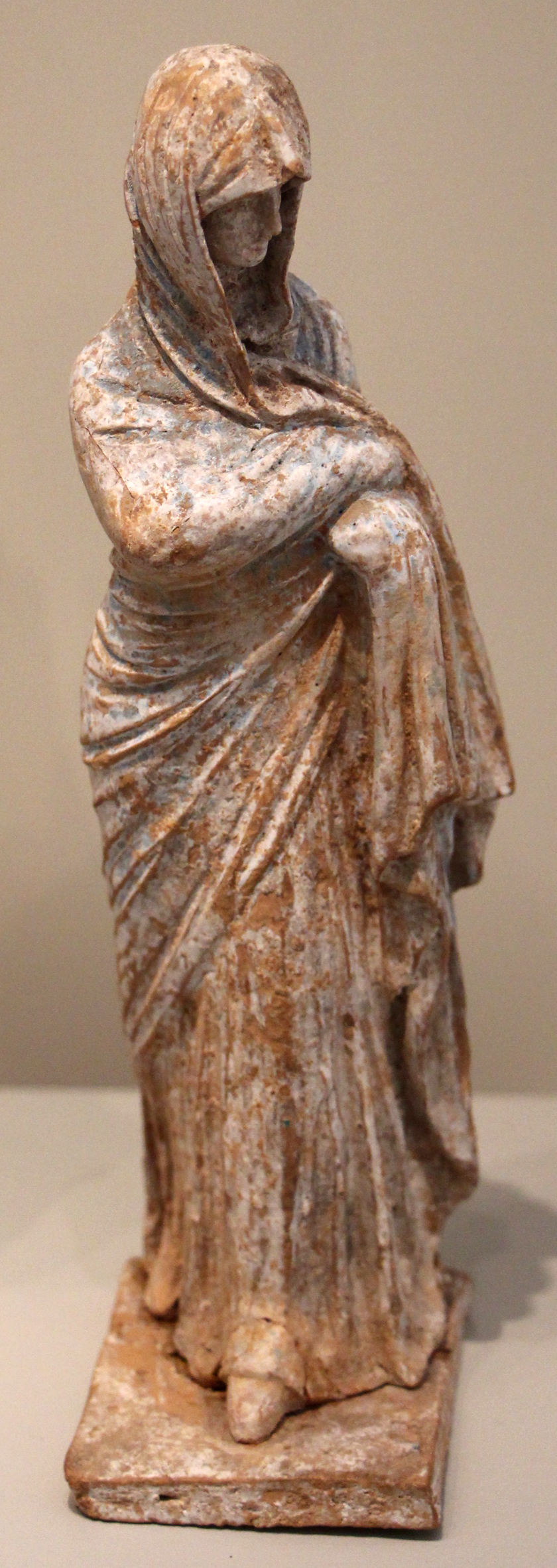
Figurilla de Tanagra que representa a una mujer envuelta con un manto que le cubre la cabeza a modo de capucha.

La colocación del himation que vestían las mujeres no estaba sometida a una regla estricta como en el caso de los hombres. El que visten las jóvenes que portan hidrias en el friso del Partenón, puede considerarse el tipo común. El tipo común de peplo también está representado en una escena del friso este del Partenón. 
Para conservar los pliegues y evitar que el vestido se escurriese, se solían coser pesas diminutas en las esquinas.
En el siglo IV a. C., las mujeres jóvenes elegantes representadas en las figurillas de terracota de Tanagra están envueltas, en amplios mantos colocados artísticamente, que cubren sus túnicas casi por completo, y podían ponerse sobre la cabeza un paño de este manto a modo de capucha.
Aunque las atenienses pobres continuaban tejiendo ellas mismas sus propios vestidos, los artesanos de algunas ciudades había adquirido mucha fama en una u otra especialidad de vestuario. La isla de Amorgos exportaba ricas túnicas de lino, que se vendía a un precio alto, mientras que con el lino de Sicilia, se podía confeccionar a un perico asequible. Los largos vestidos de Corinto (calasireis) también eran muy apreciados. Quíos, Mileto y Chipre vendían en lugares lejanos sus vestidos bordados. Pelene confeccionaba mantos muy apreciados también y el byssos, un lino de finísima calidad, que se hilaba en Patras, era muy buscado por las mujeres elegantes de clase alta.

## Joyería
Los atenienses de la época de Aristófanes llevaban aros de metal en los tobillos, aunque las joyas eran una excepción.
En la época clásica, en la vida cotidiana, las joyas estaban prácticamente reservadas a las mujeres, excepto los anillos con chatón que los hombres utilizaban para grabar su sello (sfragís) de arcilla o cera en cartas o documentos.
La ornamentación en forma de joyas, peinados elaborados y maquillaje era común en las mujeres. Llevaban con muchas frecuencia collares, pulseras y aros en torno a las piernas. Hay hay evidencias de que los griegos tenían anillos, coronas, diademas, pulseras, brazaletes, alfileres, colgantes, collares y pendientes. Los diseños populares del pendiente incluían: dioses y diosas voladoras, como Eros, Niké, y Ganimedes. Patrones como el meandro que simboliza la eternidad también se grababan comúnmente en las joyas. El oro y la plata eran los metales más comunes para la joyería, sin embargo, las joyas de esta época también podían tener perlas, gemas y piedras semipreciosas utilizadas como decoración. La joyería era comúnmente transmitida de generación en generación o hecha como ofrenda a los dioses. Los pesados collares con colgantes de la época micénica y arcaica en la época de Pericles apenas se llevaban y se sustituyeron por unas cadenitas más ligeras de las que a veces se colgaban amuletos. Las pulseras se llevaban en la muñeca, pero también entre el codo y el hombro, cuando la parte superior del brazo estaba desnuda, fuera del peplo. Consistían en espirales o simples ros de oro o plata se podían cerrar con una figurilla; a menudo esta joya tenía forma de serpiente que se enrosca sobre sí misma.
La costumbre de agujerearse el lóbulo de la oreja para ponerse joyas es común a todas las épocas. Los griegos de la época de Pericles llevaban en la orejas pequeñas arandelas de metal preciosos adornado. En ocasiones, se colgaban figurillas de animales, a modo de amuleto. La moda de los aros en el tobillo o en las pantorrillas estaba muy extendida, presumiblemente con un significado religioso o mágico (apotropaico).
Las mujeres guardaban las joyas en un cofre que una esclava els presentaba cada vez que querían enjoyarse. Es una escena que se ha representado con frecuencia en la cerámica griega y también en los relieves funerarios como por ejemplo la estela funeraria de Hegeso.

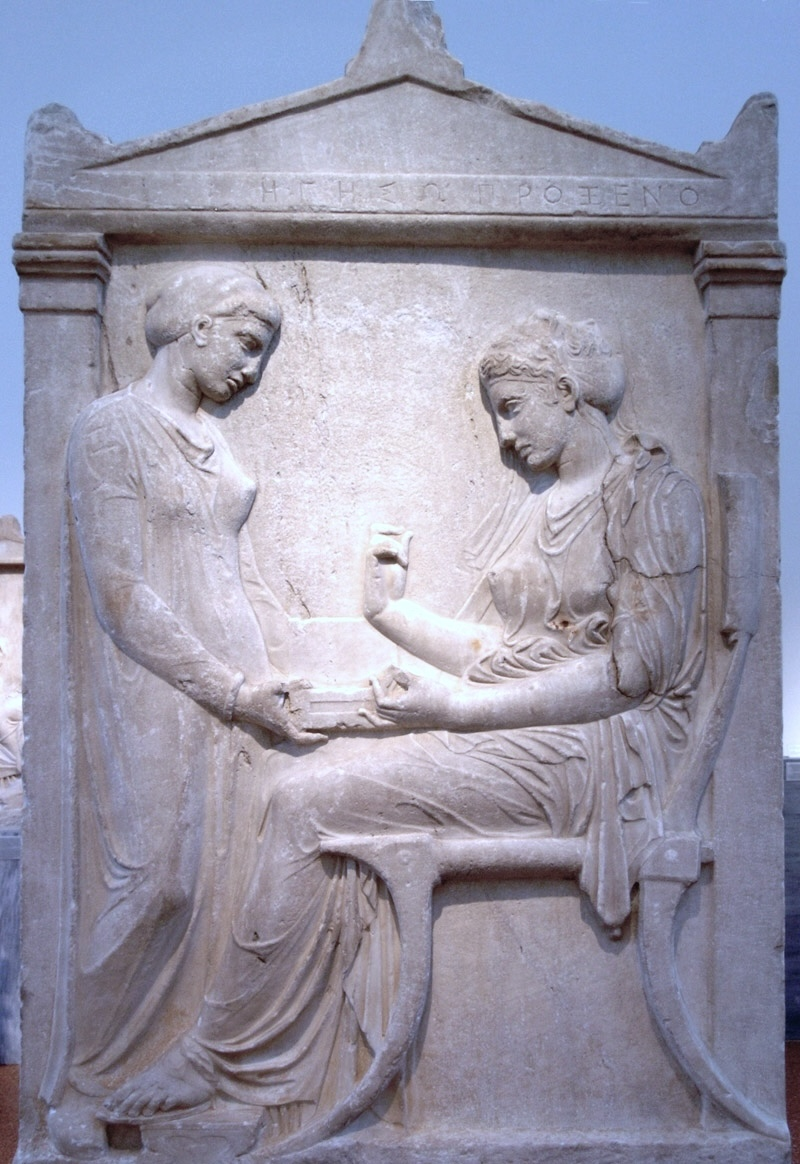
Estela de Hegeso. Museo Arqueológico Nacional de Atenas.
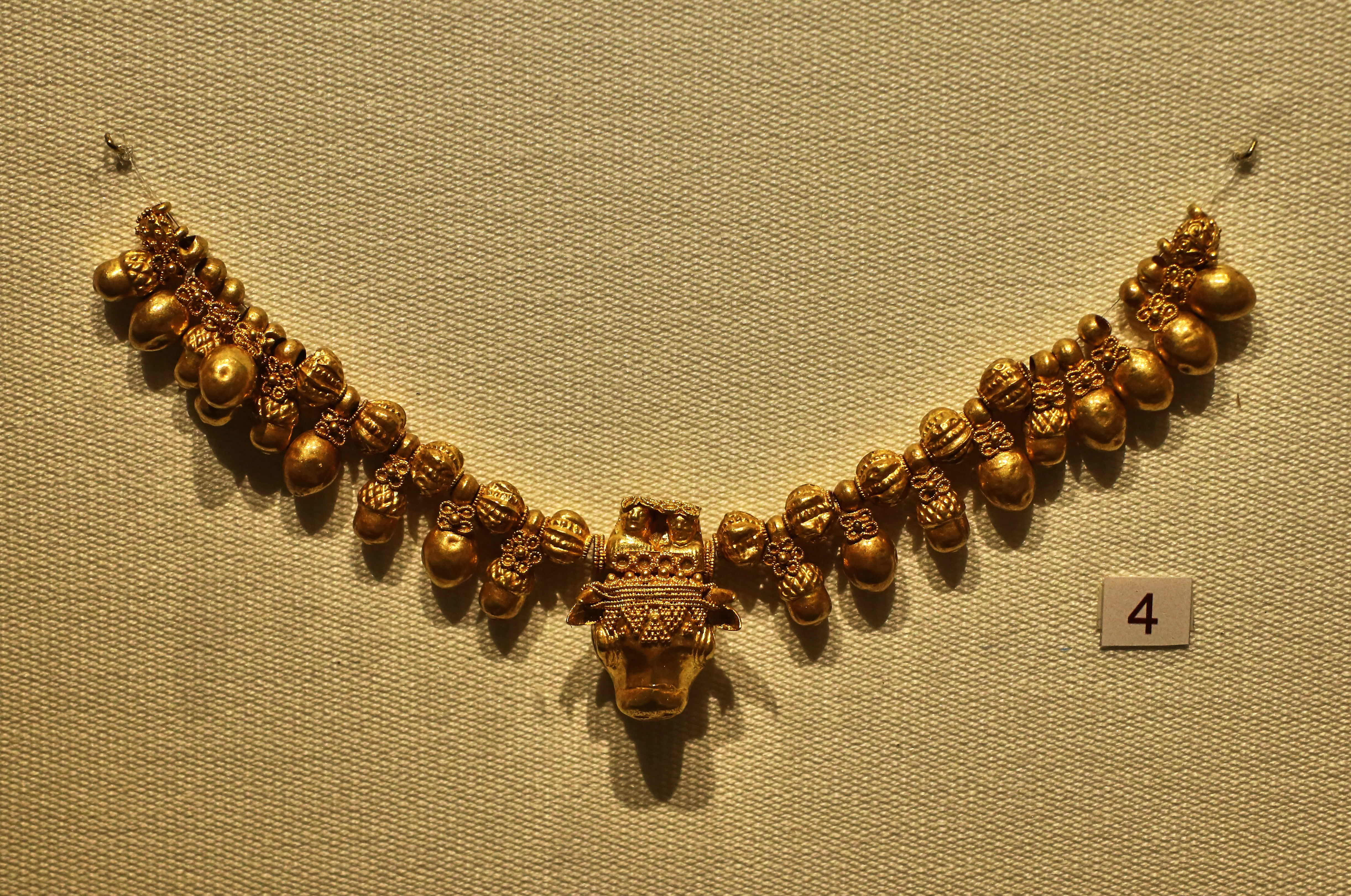
Collar de oro del siglo V a. C. Museo Arqueológico Nacional de Atenas.
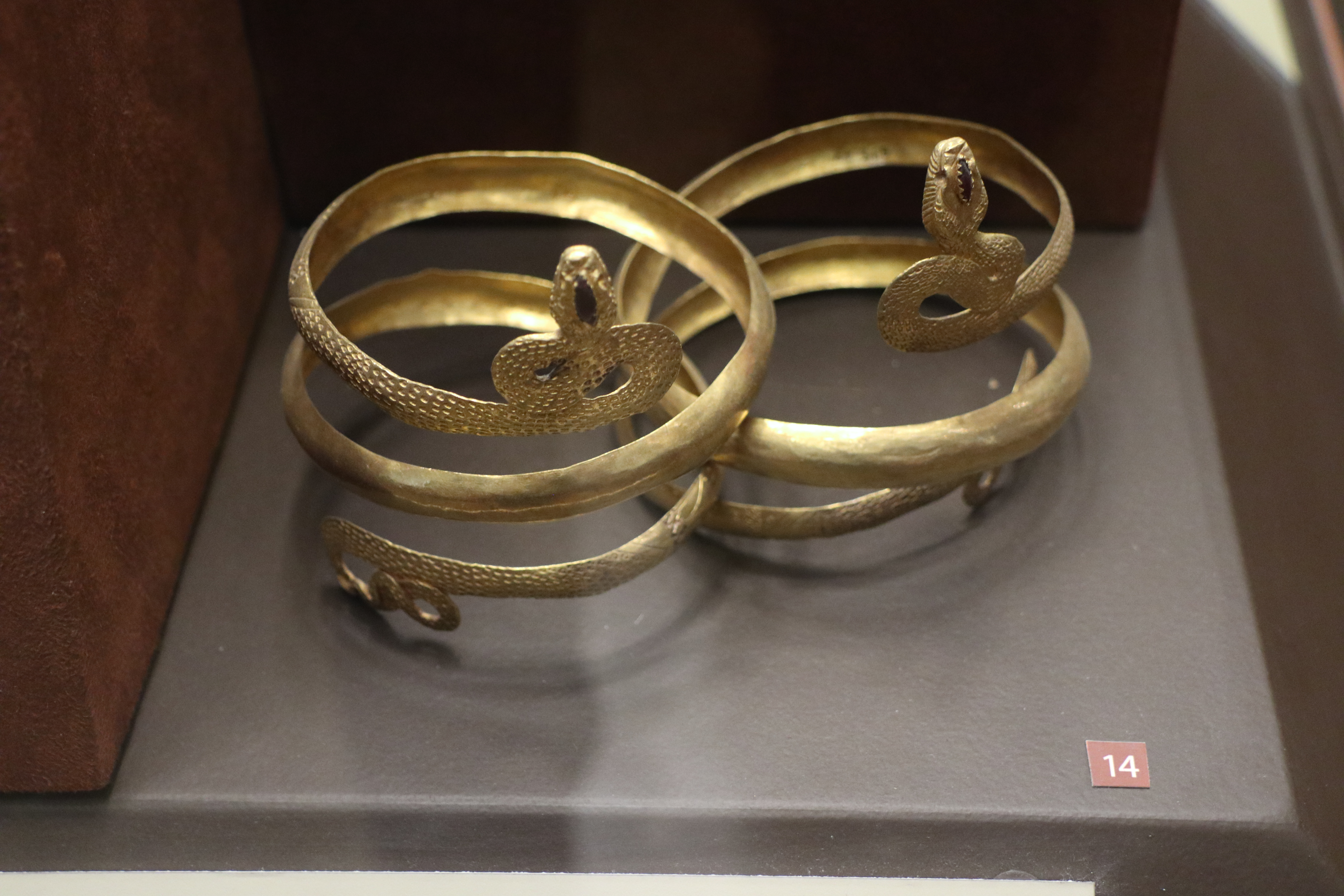
Brazaletes con forma de serpientes enroscadas.
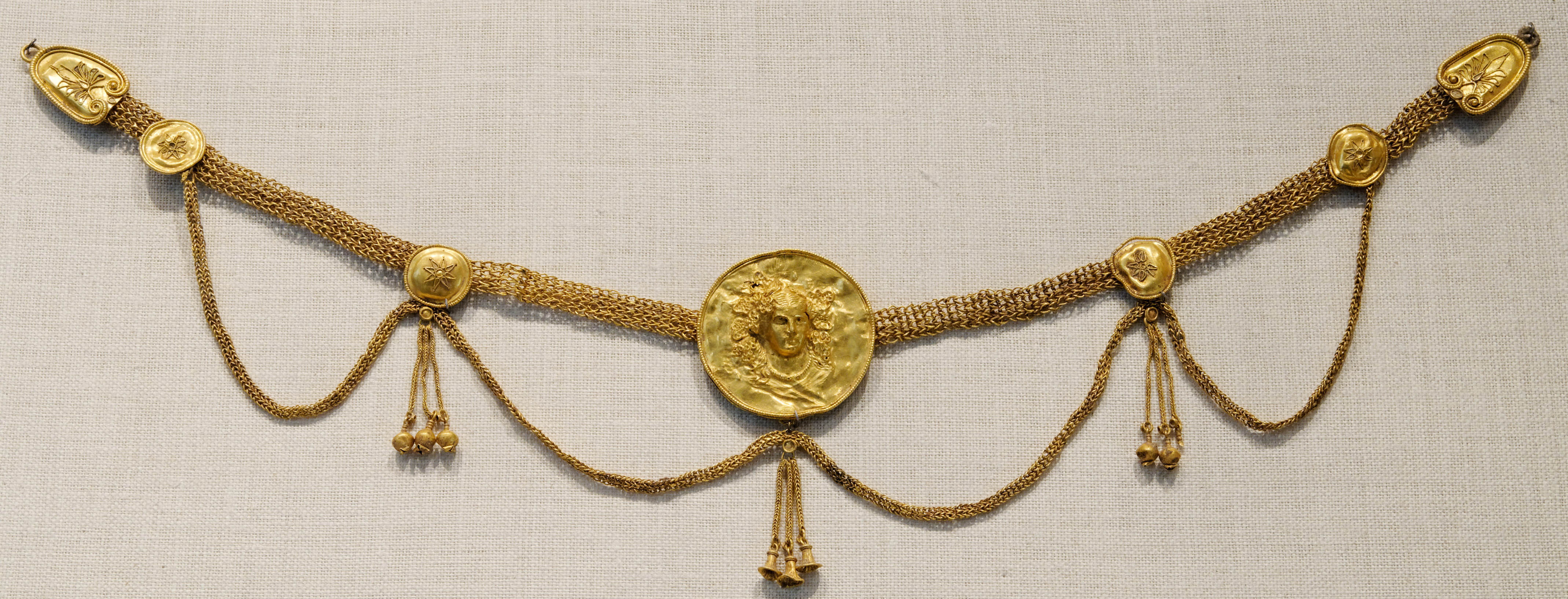
Medallón de Dioniso y otros ornamentos que forman un hormos (collar) de Tarento.
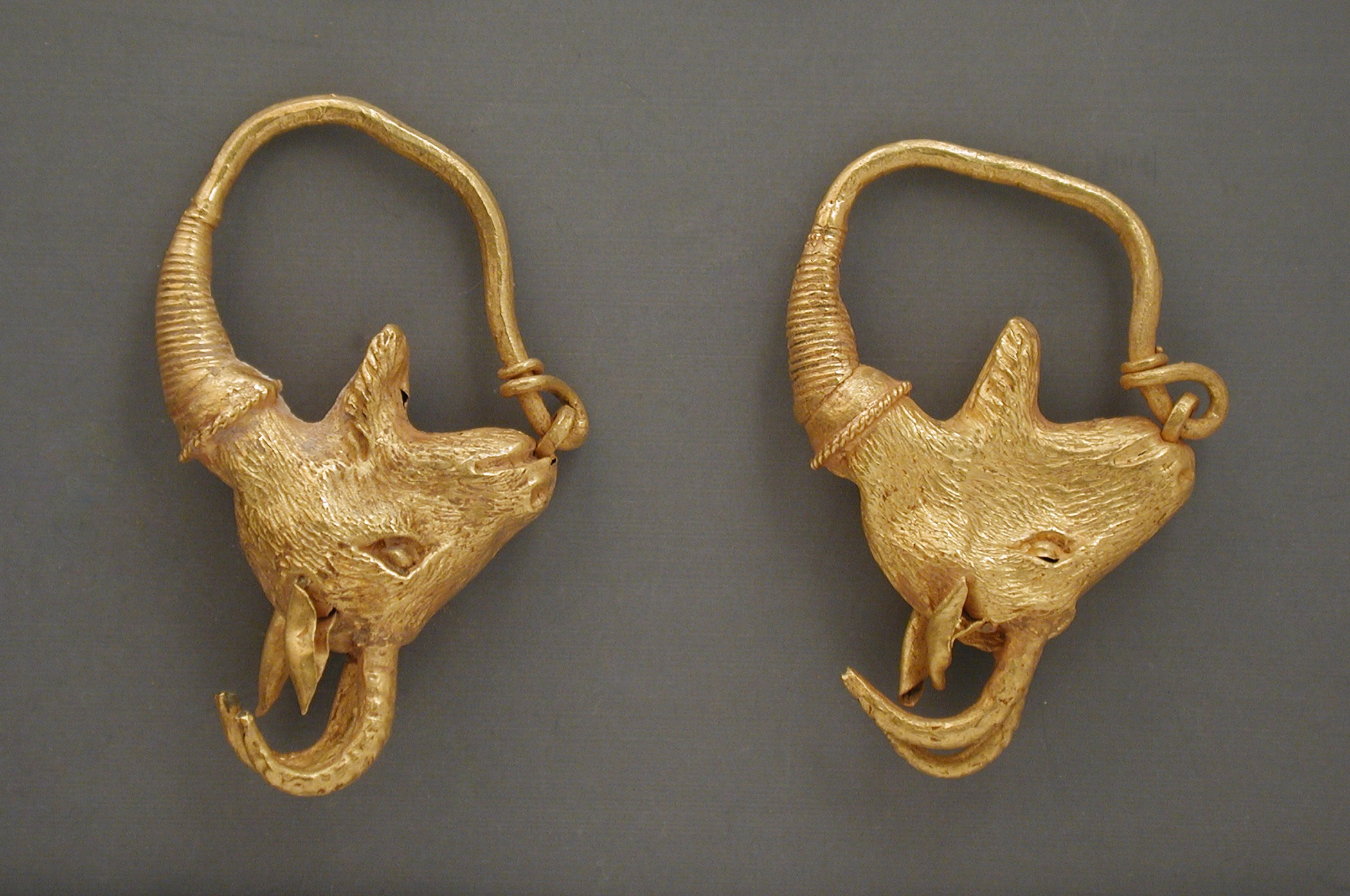
Pendientes (circa 500 a. C.). Museo de Arte del Condado de Los Ángeles.
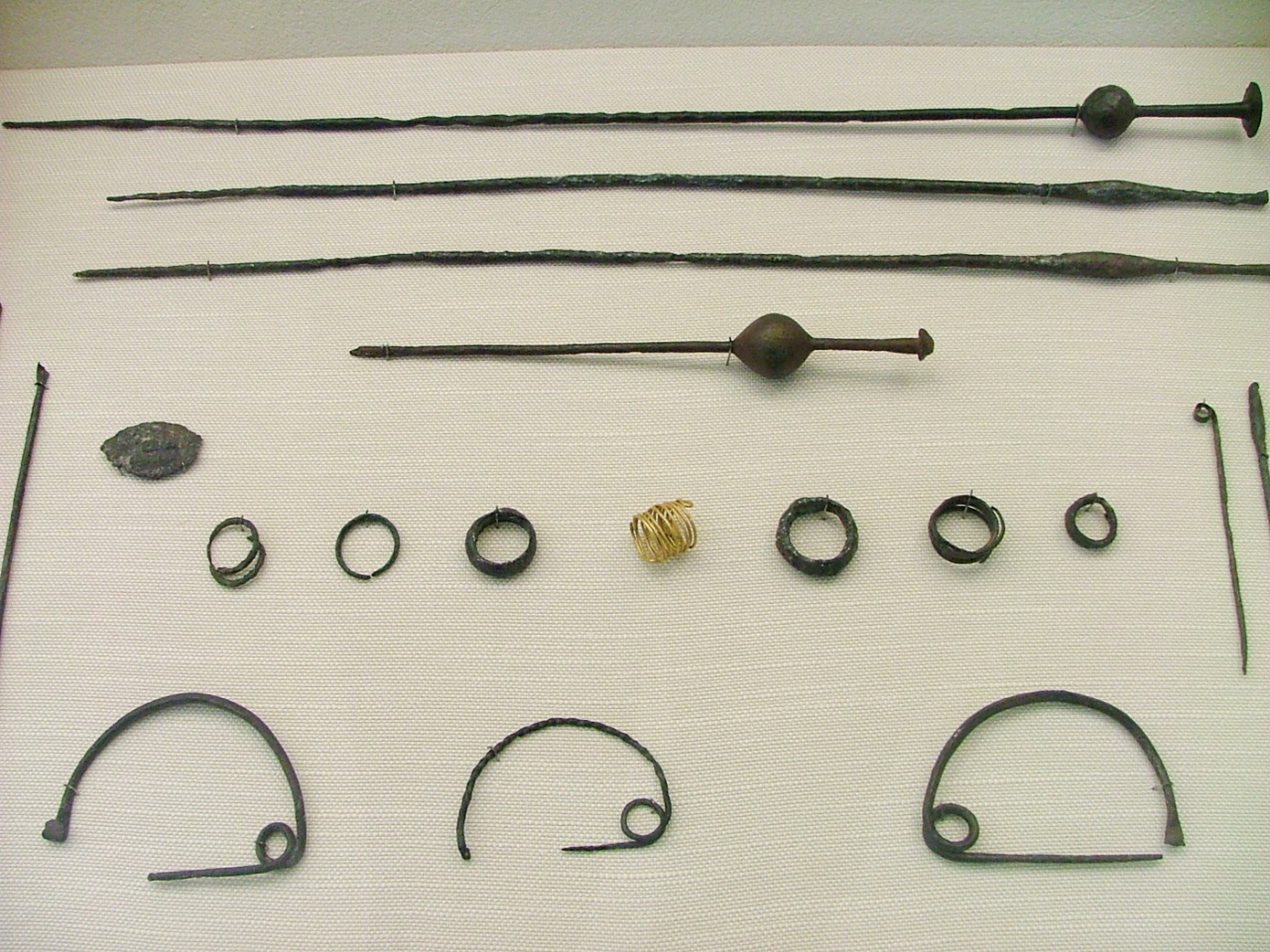
Antigua joyería griega de varias tumbas: alfileres de bronce, fíbulas y anillos de dedo y un anillo de oro para el pelo. 1100-100 a. C. Museo Arqueológico del Cerámico (Atenas).

## Complementos

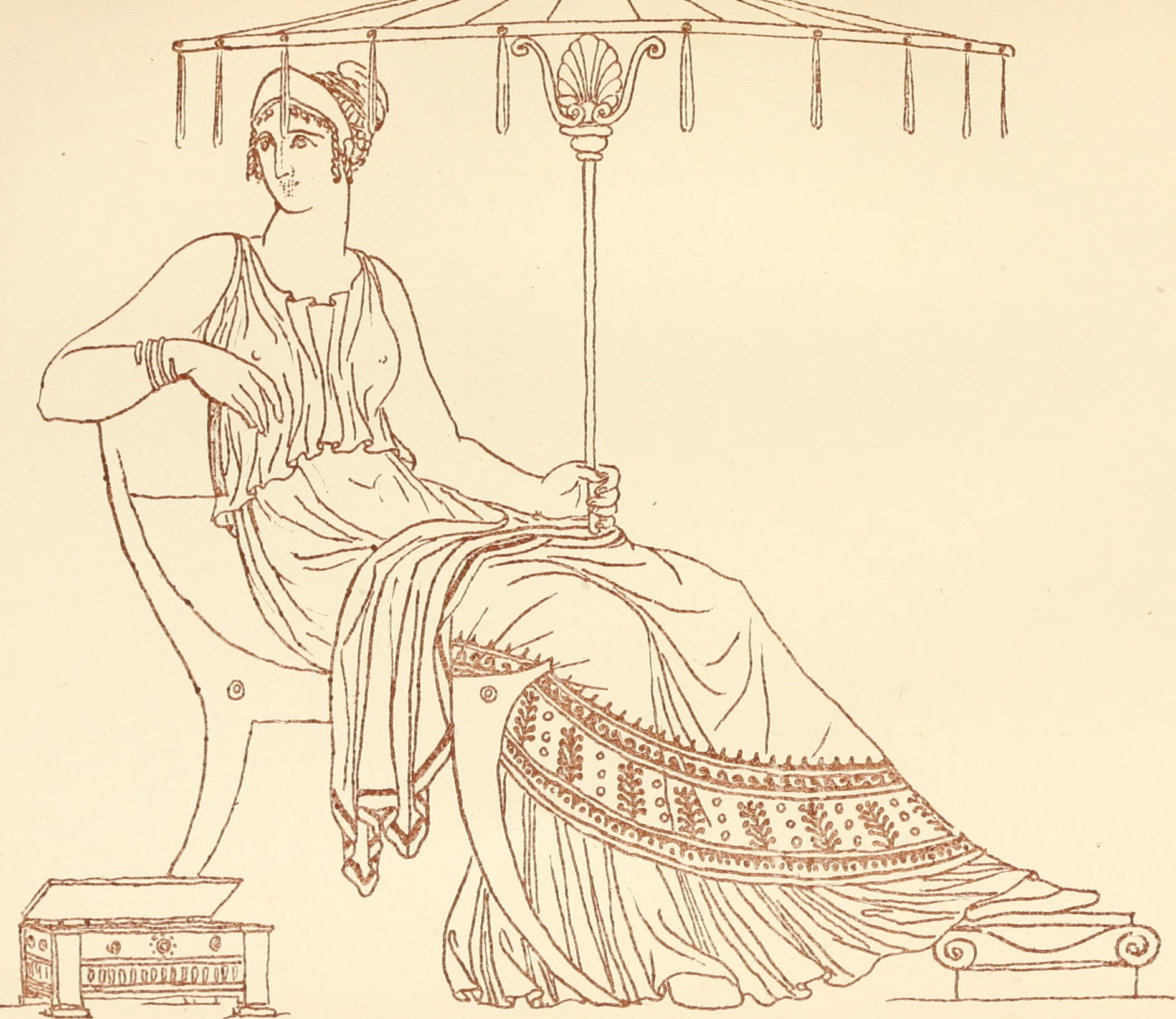
Sombrilla.

El abanico (ripis) era una simple pantalla con mango, que normalmente tenía forma circular o de palmera, cuyo pedúnculo servía de mango, o en forma de corazón: hechos con láminas delgadas de mader. Los colores eran el verde, azul, blanco y dorado.
Las sombrillas (skiadion) las utilizaban las mujeres adineradas para proteger la blancura de su tez y se parecen mucho a las sombrillas modernas. Eran de tela redondeada tensada sobre un número determinado de varillas convergentes en un anillo que se desliza libremente a lo largo de un bastón que sirve de mango. A veces se colocaban flecos en el extremo de las varillas en todo el contorno de la sombrilla. Casi siempre la portaba un esclavo que se colocaba detrás de la mujer a la que resguarda del sol. En las procesiones de las Panateneas y las Esciroforias se llevaba una sombrilla blanca delante del sacerdote de Poseidón y de la sacerdotisa de Atenea.